# كيمون (لباس)

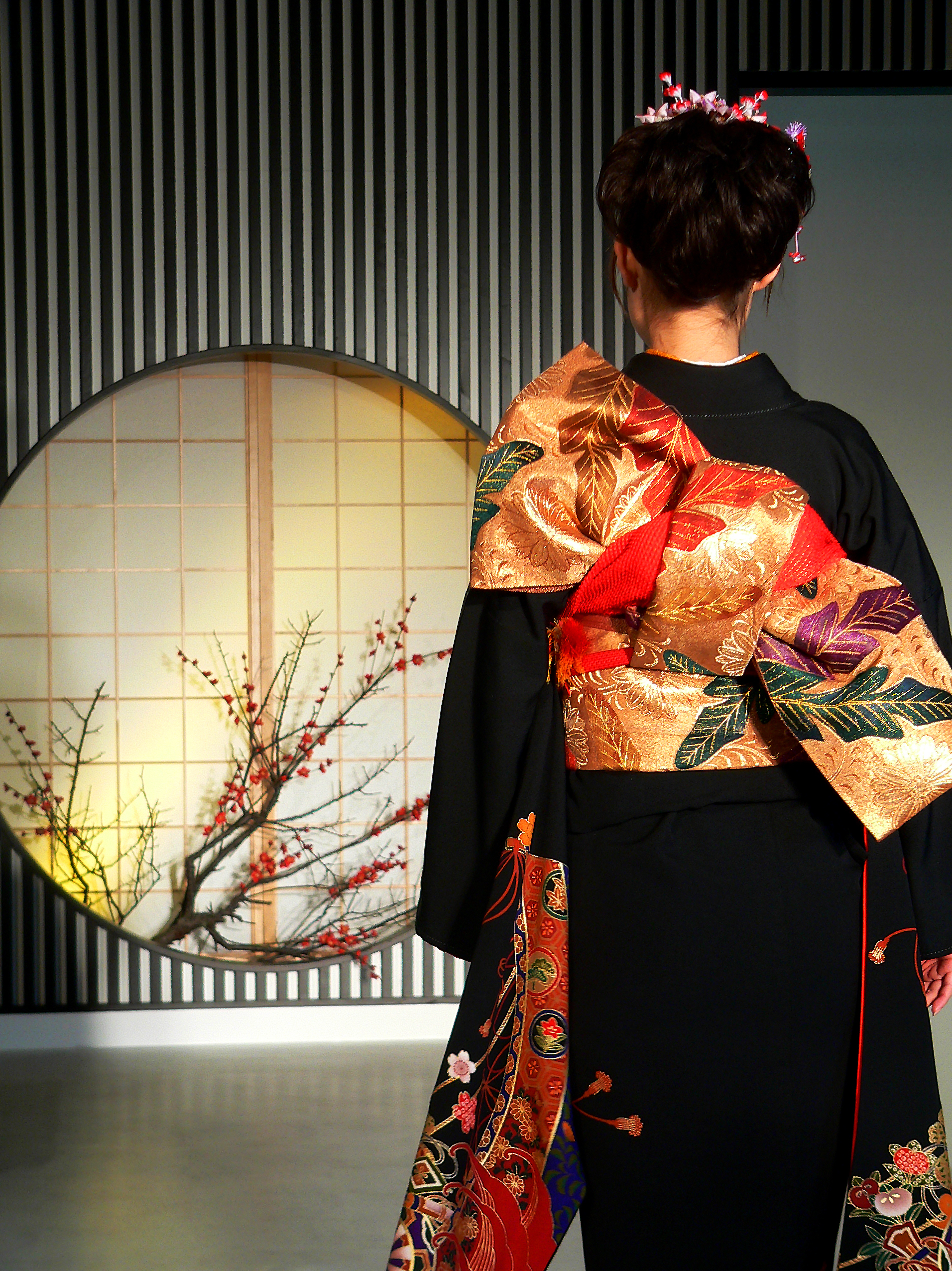
فتاة ترتدي الكيمون ويظهر من الخلف حزام الأوبي

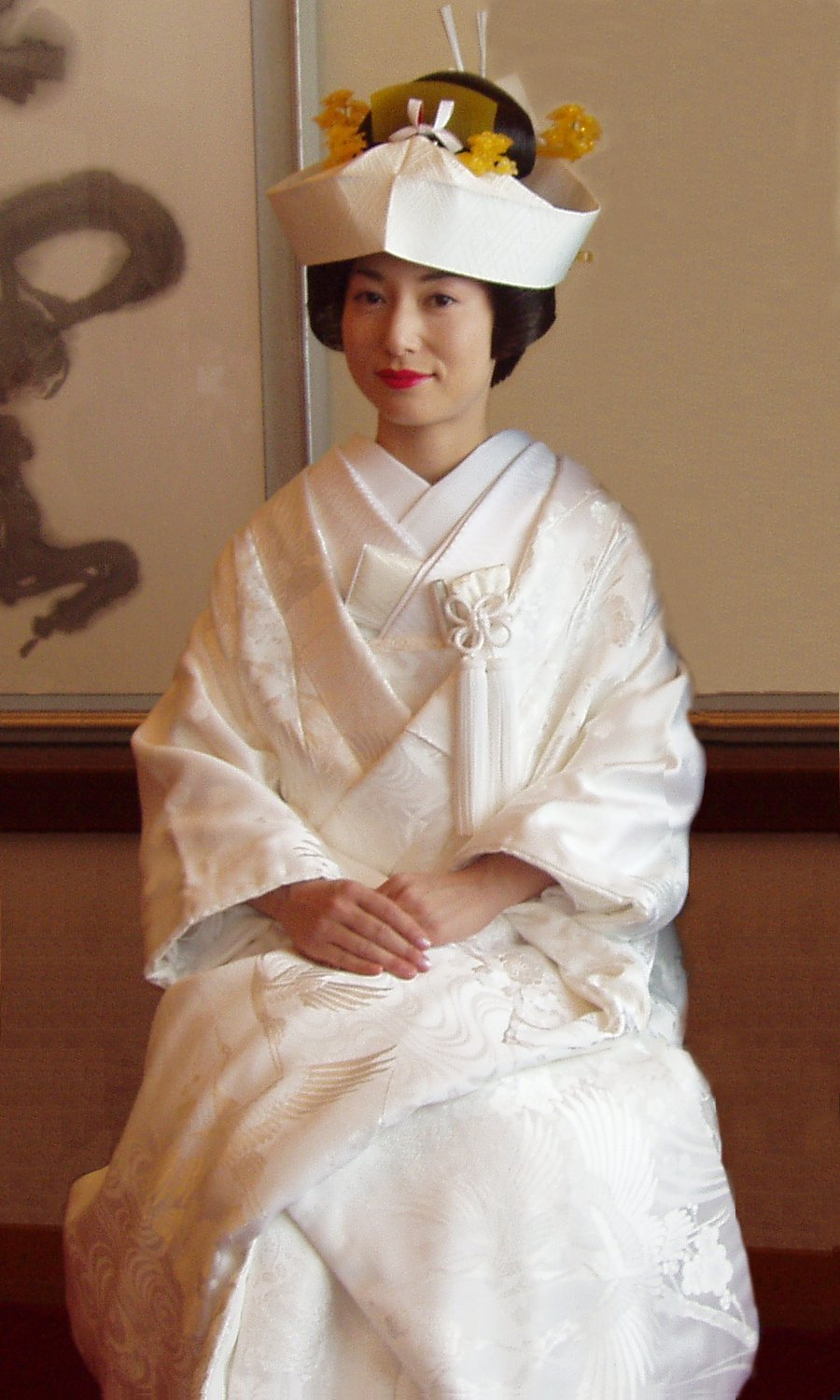
كيمون الزفاف

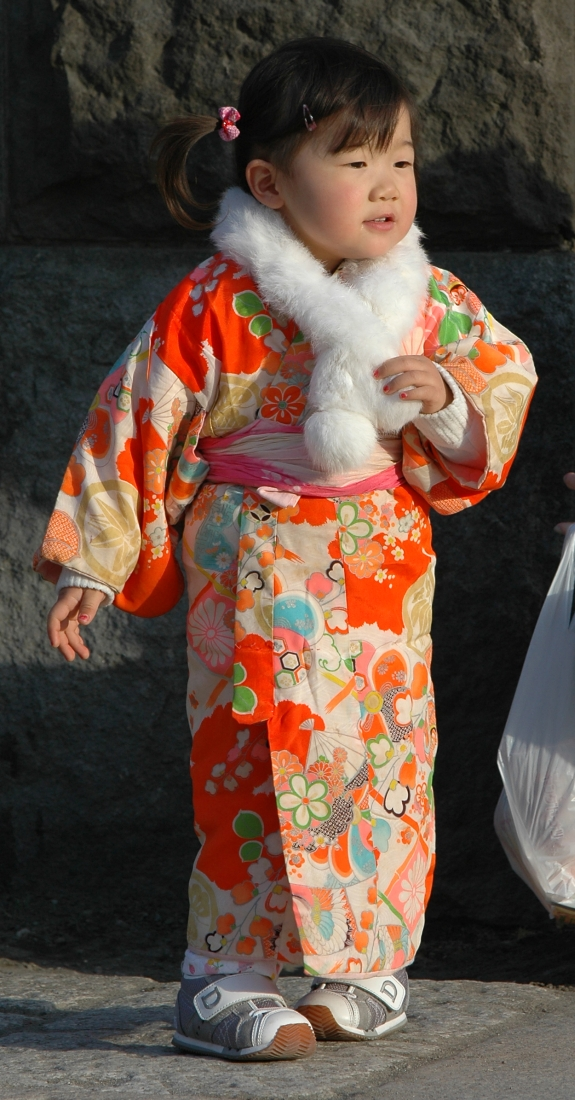
طفلة ترتدي الكيمون

الكَيْمُون أو الكيمونو (باليابانية: 着物) هو اللباس التقليدي في اليابان، وهو اللباس الطويل الذي يلبسه الرجال والنساء والأطفال، الكيمون هو عبارة عن ثوب على شكل المطرقة (تقاطع على هيئة T)، يصل طوله إلى الكاحل وله ياقة وأكمام عريضة. يلف الكيمون حول الجسم بحيث يكون الطرف اليساري فوق الطرف اليميني إلا في حالات الوفاة والدفن فيكون الطرف اليميني فوق الطرف اليساري ويلف بحزام يطلق عليه اسم أوبي يربط من الخلف لإحكام تثبيته. يترافق ارتداء الكيمون عادة مع ارتداء زوج من الأحذية التقليدية التي يطلق عليها اسم زوري أو غيتا، مع زوج من جوارب الإبهام التي تدعى تابي.

## أصل الكلمة
كلمة كيمون (着物) في اللغة اليابانية تعني «ملابس» عمومًا حيث «كي» (着) هي فعل بمعنى «لبس»، «مونو» (物) تعني «شيء». وبهذا تكون «كيمون» أي بمعنى «الشيء الذي يلبس»، ولكنها حالياً تستخدم بشكل واسع للإشارة إلى اللباس الياباني التقليدي 
عندما حلت فترة ميجي وبدأت الملابس الغربية بالازدياد في اليابان بدأ إطلاق مصطلح وافوكو (和服) وتعني «الملابس اليابانية» على الملابس ذات الأصل الياباني، بالمقابل فقد أطلق مصطلح «يوفوكو» (洋服) وتعني «ملابس الغرب» على الملابس القادمة من الدول الغربية. وعليه فإن كلمة كيمون في العصر الحالي لها معنيين الأول يشير إلى الملابس اليابانية وافوكو (和服) أو غوفوكو (呉服)، والمعنى الثاني هو للإشارة إلى الملابس عمومًا، فمثلاً يقال في اللغة اليابانية «كيمون وو كيناساي» (着物を着なさい) للطفل العاري بمعنى «البس ملابسك!» وهنا يكون استخدامها بالمعنى العام للملابس. وبالتالي فإن الحكم على استخدام كلمة كيمون يختلف حسب الحالة والعمر واللهجة التي تقال فيها سواء للإشارة إلى الملابس عمومًا أو إلى الملابس اليابانية التقليدية. كلمة كيمون و المستخدمة في هذه المقالة تشير إلى الملابس اليابانية التقليدية.
أما كلمة غوفوكو (呉服) فتعود إلى اسم مملكة وو من فترة الممالك الثلاث وهي الفترة التي وصلت فيها صناعة النسيج والملابس من الصين إلى اليابان، حيث كان سابقا يشار إلى المنسوجات الحريرية باسم غوفوكو (呉服) وإلى المنسوجات القطنية باسم فوتومونو (太物) وكان لكل نوع متاجر واستخدامات خاصة. وعلى الرغم من ندرة استخدام كلمة غوفوكو للإشارة إلى الكيمون حاليا، فإنه لا زال يشار إلى متجر بيع الكيمون باسم غوفوكويا (呉服屋).

## تاريخ الكيمون

### فترة جومون وفترة يايوي
نتيجة الدراسات الأثرية عثر على ملابس من فترة جومون مصنوعة من مواد حجرية وصدفية، إلا أنه ولصعوبة بقاء ألياف النسيج لمدة طويلة محفوظة في التربة لاحتوائها على مواد عضوية فإنه لا يوجد أي معلومات عن استخدام الأشخاص في تلك الفترة لملابس من النسيج. على الرغم من ذلك عُثِر على بعض القطع المتبقية لما يعتقد أنه كيس قماشي ذو حبل مصنوع من ألياف نباتية مثل الرامي، أو القنب، ولذلك لا يستبعد أنه قد تمكن أيضا من صناعة بعض الملابس النسيجية من تلك الألياف.
بشكل مشابه، فلم يعثر على الكثير من آثار الألبسة من فترة يايوي التي تميزت ببداية زراعة الأرز في حقول المياه. إلا أن أحد الكتب في التاريخ الذي كتب في الصين يصف ملابس سكان اليابان (التي كانت تسمى واكوكو (倭国)) في تلك الفترة على أنها قطع قماش عريضة مربوطة مع بعضها البعض.

### فترة كوفون وفترة أسوكا

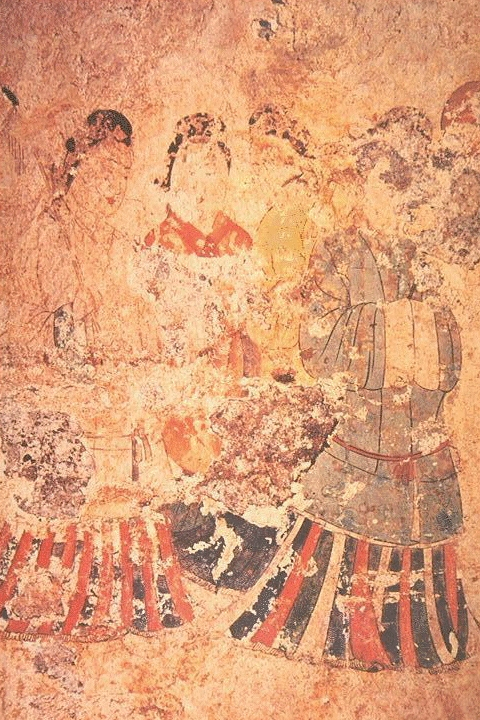
صورة تصور مجموعة من الفتيات من موقع تاكاماتسوزوكاكوفون بالقرب من نارا.

لا توجد معرفة كافية عن طبيعة الملابس التي سادت اليابان في فترة كوفون. حيث أن أشهر الكتب الباقية من القرن السابع وهي كوجيكي ونيهون شوكي هي أشهر المصادر لتوثيق تلك الفترة. كما أن الآثار التي عثر عليها والتي أشهرها هي دمى هانيوا تشير إلى أن الناس في تلك الفترة قد ارتدوا الملابس. حيث يلاحظ بأن كلا من الذكور والإناث لديهم قطعتين من الملابس إحداها للنصف العلوي من الجسم وأخرى للنصف السفلي. إلا أن كتابي كوجيكي ونيهون شوكي لا يوضحان أي صورة للملابس، كما أن الوثائق الأخرى قليلة بحيث تبقي الكثير الأمور في وضع غير مؤكد.
في عام 603، وضع شوتوكو تايشي ما يعرف باسم المراتب الاثنتا عشر (冠位十二階)، بحيث يتميز المسؤولون من كل مرتبة بتاج بلون مختلف. وعلى الرغم من وجود ذكر لهذا النظام في نيهون شوكي، إلا أنه لا توجد أي تفاصيل حول الألوان المستخدمة لكل مرتبة من المراتب.
تأسست دولة اليابان في نهاية القرن السابع في الفترة التي تعرف باسم فترة أسوكا، وقد عثر على لوحة جدارية من آثار تاكاماتسوزوكاكوفون من تلك الفترة في عام 1972، وهي اللوحة الوحيدة الباقية إلى اليوم والتي تصور ملامح أشخاص من فترة أسوكا. وتعتبر هذه اللوحة مع اقتباسات من نيهون شوكي هي الآثار الباقية الوحيدة التي تدل على أوائل استخدام القدماء للملابس. وتشير الدراسات الحديثة إلى أن الأشخاص المصورين في لوحة تاكاماتسوزوكاكوفون الجدارية تصور ذكور وإناث لهم ياقة ذات فتحة يسارية (بحيث يكون طرف الثوب اليميني فوق الطرف اليساري عند الياقة). كما تشير هذه اللوحة إلى أن ملابس النصف العلوي من الجسم لا تدخل تحت ملابس النصف السفلي بل تكون متدلية خارجها، مع اعتقاد وجود حزام مصنوع من النسيح يثبتها على الجسم.

### فترة نارا

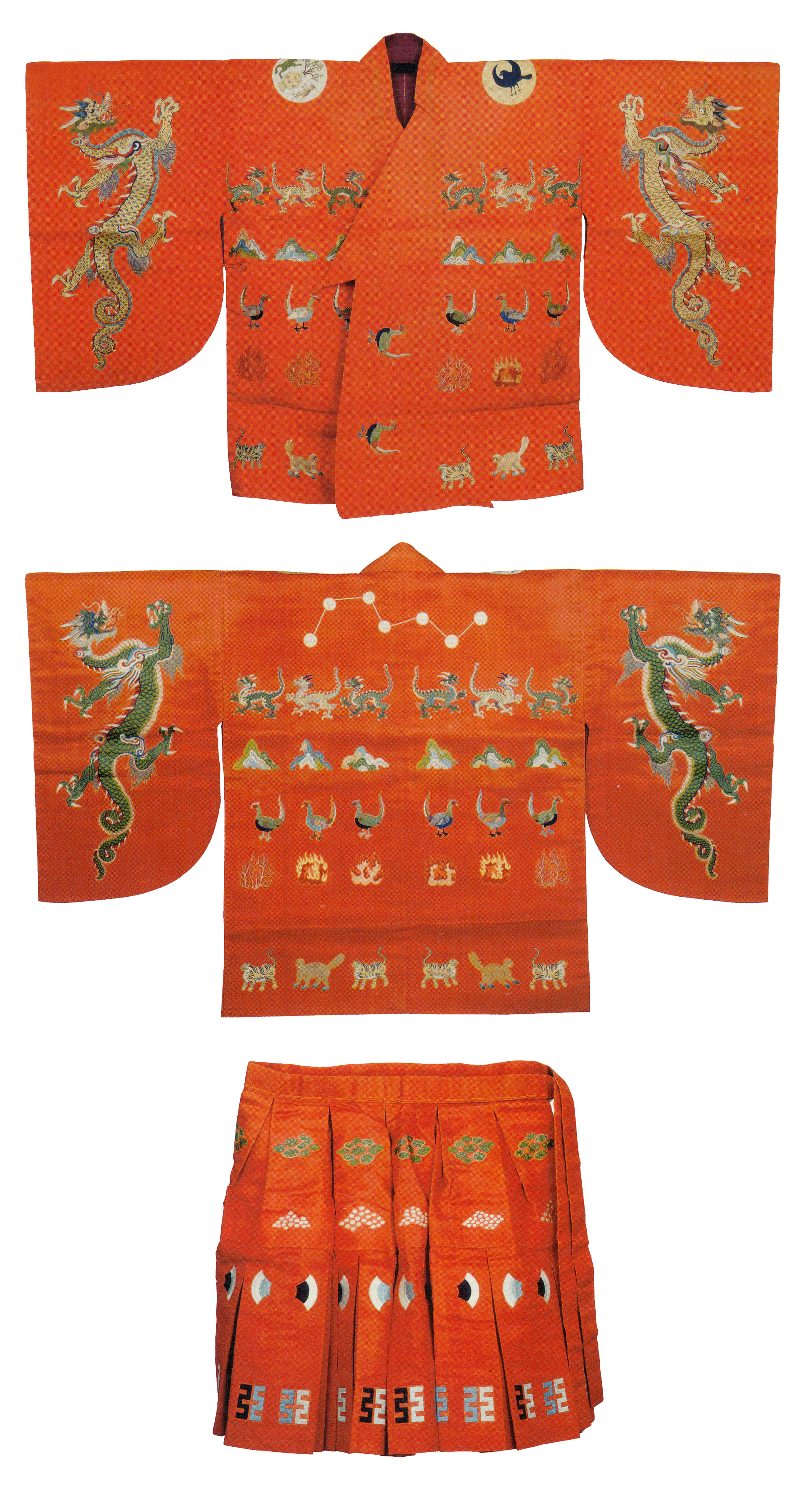
ملابس الإمبراطور كوميه.

لا توجد أي معلومات موثقة عن الملابس في اليابان في هذه الفترة. حيث أن أشهر كتب تلك الفترة وهي شوكو نيهونغي، ونيهون غيرياكو والتي لا تزال محفوظة في معبد شوسوين تعتبر من أهم الوثائق للدراسة عن الملابس في فترة نارا، إلا أنه لم تلاحظ أي مخططات تشير إلى الملابس في تلك الكتب. نص دستور يوروريتسوريو الذي وضع في عام 718 والذي جاء كتعديل لدستور تايهوريتسوريو على فقرة تتعلق بالملابس، وعلى الرغم من فقدان نص تايهوريتسوريو في العصر الحالي إلا أنه من الممكن توقع محتوى نص دستور يوروريتسوريو، والذي حدد الملابس التي تلبس في البلاط الإمبراطوري على ثلاث أنواع هي:
- رايفوكو (礼服، ملابس التحية)، تلبس في المراسم والطقوس الهامة، أو رأس السنة
- تشوفوكو (朝服، ملابس البلاط): تلبس مرة واحدة في الشهر، أو عند تلقي دعوة للقدوم إلى البلاط الإمبراطوري، أو حضور اجتماع إمبراطوري أو مهرجان.
- سيفوكو (制服، الملابس الرسمية): هي الملابس التي يرتديها الموظفون الذين ليسوا في طبقة معينة عند حضور مراسم إمبراطورية.

إلا أن تلك النصوص لا تشير إلى أي شيء يتعلق بملابس العامة من غير تلك التي تلبس في البلاط الإمبراطوري، كما أنها تشير إلى أن أشكال وألوان الملابس تتغير حسب المرتبة وطبيعة العمل.

### فترة هييآن
لم تتغير أشكال الملابس، في الفترة الأولى وحتى منتصف فترة هييآن، كثيرًا عما كانت عليه في فترة نارا، إلا أنه ومع قيام سوغاوارا نو ميتشيزانه بإلغاء نظام السفراء إلى الصين بدأت الثقافة اليابانية تتطور بشكل متفرد بمعزل عن تأثير الصين. وحيث أن أقدم أشكال الكيمون كان متأثراً بملابس هانفو الصينية التقليدية، فقد بدأ ظهور ذلك التفرد الثقافي في أشكال الملابس وخاصة مع تطور تقنيات الصباغة، وبذلك أصبحت الملابس جزءا لا يتجزأ من مراسم البلاط الإمبراطوري، حيث يعتبر الكيمون الذي ظهر في فترة هييآن والمعروف بشكله الحالي اليوم باسم جونيهيتويه هو أساس شكل الكيمون المعروف في يومنا هذا، فأصبح الكيمون ذو طراز أوضح ولكن لا زال يلبس فوقه نصف مريلة تسمى مو ، بالإضافة إلى ذلك لا يزال لم يعثر على مصادر تشير إلى أشكال ملابس العامة، والمعلومات المتوافرة اليوم كلها تشير إلى الملابس التي كانت مستخدمة في البلاط الإمبراطوري فقط.

### فترة كاماكورا وموروماتشي

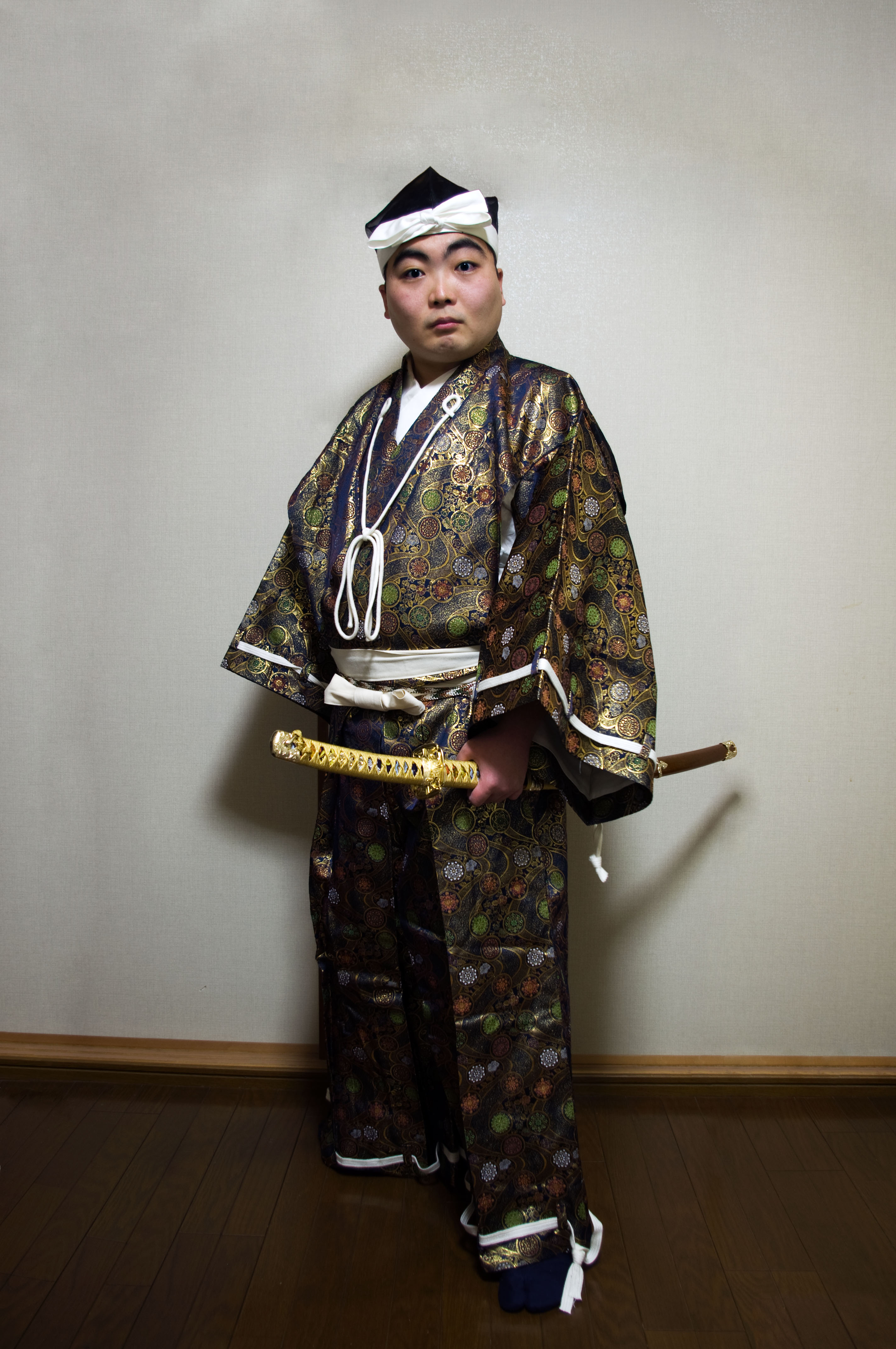
مظهر محارب ساموراي يرتدي هيتاتاره.

كانت ملابس سويكان الشعبية هي الأصل لظهور ملابس هيتاتاره، حيث أن هيتاتاره كانت هي الملابس الرسمية للمحاربين في فترة كاماكورا، وتطورت ملابس هيتاتاره لتكون ملابس المحاربين الأولى في فترة موروماتشي. كما أن ملابس النساء أصبحت أبسط مما كانت عليه من قبل في شكل جونيهيتويه، وذلك بأن صارت عباءة المو أقصر شيئا فشيئا حتى أصبحت هاكاما ومن ثم لم تعد تستخدم في نهاية الأمر ونتيجة لذلك أصبح اللباس النسائي مكونا من قطعة واحدة. بعد ذلك بدأ بلبس الكوسوده وهو الكيمون ذو الطبقة الواحدة الذي كان يعتبر لباساً داخلياً فيما سبق بدون لبس بنطال الهاكاما فوقه ولذلك كان من الضروري تثبيته باستخدام الأوبي.

### فترة إيدو

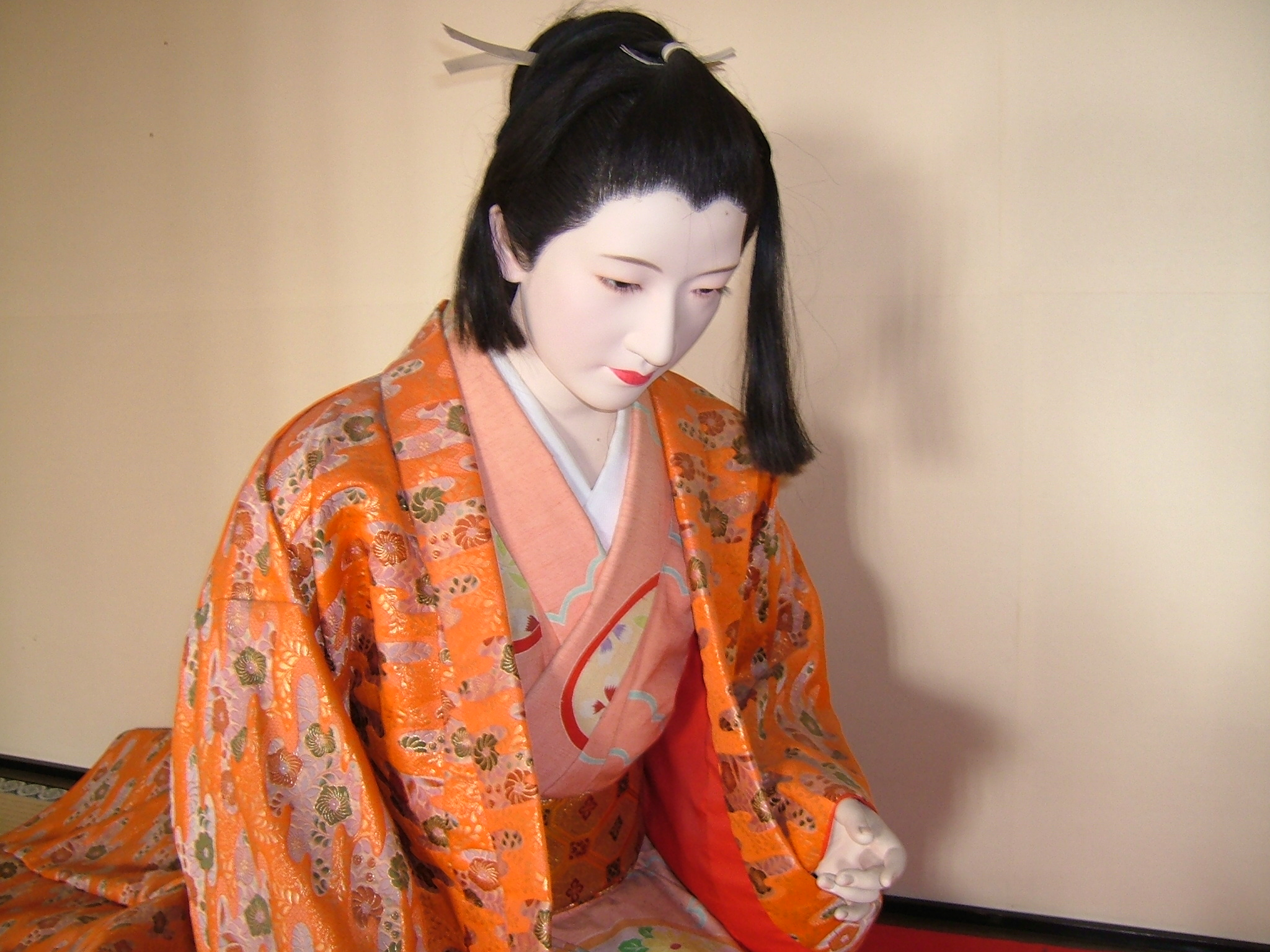
دمية في قلعة هيميجي تمثل سينهيمه أحد أشهر النساء في أوائل فترة إيدو.

أخذت الملابس مع دخول فترة إدو بالتوجه نحو البساطة، حيث تكون الكيمون بشكل رئيسي من كاتاغينو (肩衣 ، غطاء للأكتاف) مع هاكاما والذي شكل ما يعرف باسم كاميشيمو. كما انتشر الكوسوده بشكل أوسع بين عامة الشعب. وتطورت في هذه الفترة الفنون مثل مسرح الكابوكي وأوكييو-إه والتي قام فيها الفنانون بتطوير طرازات جديدة من الملابس زادت حس الشعب بالطرازات والألوان الباهرة. ومع أن شوغونية توكوغاوا عملت على نشر روح البساطة المتأثرة بالأفكار الكونفوشيوسية، إلا أن شغف الشعب بالفخامة لم يتوقف ببساطة ووصل التأثير إلى السادو، حيث مع أن الكيمون المستخدم في السادو يجب أن يكون بسيطا دون ألوان براقة إلا أن الكثير فضلوا إدخال خيوط من الذهب فيه لزيادة فخامته. ومع تقدم فترة إيدو ودخول اليابان في عزلة عن العالم الخارجي منع استيراد الحرير من خارج البلاد، بحيث كان الحرير المستخدم في اليابان في معظمه من الصناعة المحلية، مما أدى إلى انتشار لباس الحرير (تشيريمين) بأسعار رخيصة نسبيا بين عامة الشعب. إلا أنه وفي الفترة بين عام 1783 و1788 حصلت مجاعة تعد من أكبر المجاعات في تاريخ اليابان الحديث دفع بحكومة توكوغاوا في عام 1785 إلى منع عامة الشعب من ارتداء المصنوعات الحريرية، وتحولت ألبسة عامة الشعب إلى ملابس مصنوعة من القطن أو القنب. كما بدأ طول الأكمام بالازدياد، وخاصة بين النساء الغير متزوجات على شكل فوريسوده، وانتشر استخدام الأوبي بشكل أوسع بعدة أشكال لربطه بطرازات مختلفة.

### فترة ميجي وتايشو

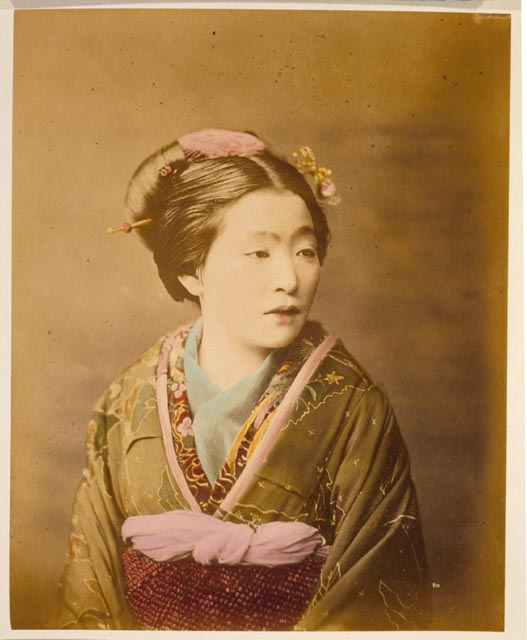
سيدة ترتدي الكيمون في حوالي عام 1870.

مع حلول فترة مييجي ساعد تشجيع الحكومة للصناعة في إنشاء العديد من مصانع النسيج الحديثة وزيادة كمية إنتاج الحرير كثيرًا، كما تطورت حركة تصدير الحرير إلى الخارج بعد فتح أبواب اليابان أمام التجارة الخارجية، وأصبحت قيمة الصادرات من الحرير تشكل جزءا كبيرا من مجموع صادرات اليابان إلى الخارج، بحيث أصبح العالم ينظر لليابان على أنها أرض صناعة الحرير. بالترافق مع ذلك ازداد تنوع أشكال الكيمون النسائي وبالإضافة إلى تشيريمين، ظهرت أنواع جديدة للنسيج مثل رينزو، أوميشي. ومع تطور تقنيات الصباغة مثل تقنية ممانعة الصباغة أصبح بالإمكان الحصول على طرازات ورسوم جديدة ومعقدة. واستمر انتشار طراز صباغة الكومون كما كان سابقا في فترة إيدو، بالإضافة إلى انتشار نمط صباغة كاسوري أيضا.
ومع زيادة احتكاك الشعب مع طبقة الكازوكو أو الأجانب الوافدين إلى اليابان، بدأ أيضا انتشار طرازات الملابس الغربية. كان معظم موظفي الحكومة البارزين يرتدون الملابس الغربية وذلك من أجل إظهار صورة اليابان للغرب على أنها دولة تسعى نحو التقدم العلمي والثقافي. وبسبب ارتفاع أثمان الملابس الغربية بالنسبة للطبقة الشعبية، ومن باب المحافظة على جمال التقاليد، فقد استمر العديد بارتداء الكيمون الذي كان منتشرا في فترة إيدو. إلا أنه ومع فتح باب الاستيراد للملابس الغربية إلى البلاد وظهور العديد من صناع الملابس بالطراز الغربي، كان هناك حاجة للتمييز بين الملابس التقليدية اليابانية والملابس الغربية، فبينما كانت كلمة «كيمون و» تشير إلى أي شيء يلبس في السابق والذي كان بطبيعة الحال هو الملابس التقليدية، فأصبح يشار إلى الملابس الغربية باسم «يوفوكو» (洋服) بالمقارنة مع الملابس التقليدية اليابانية التي أصبحت تسمى «وافوكو» (和服). وفي فترة ظهور الملابس الغربية كان هناك العديد من المتاجر التي تؤجر الملابس لفترة، حيث بالنسبة للذكور كانت الملابس الغربية ترتدى عند الخروج أو في المناسبات الرسمية أما الحياة اليومية العادية فكان يقضيها معظمهم مرتديا الثياب التقليدية.
في عام 1871 فرض على رجال الجيش والشرطة والمدرسين وموظفي الحكومة وموظفي السكة الحديدية التحول لارتداء الملابس الغربية بقرار من الإمبراطور ميجي. كما فرض على طلاب المدارس الذكور لباس يشبه اللباس العسكري للجيش، أما الإناث فكان لباسهن الموحد هو من الهاكاما، وهي العادة التي بقيت مستمرة اليوم حيث أن العديد من الطالبات يرتدين الهاكاما في حفلات بداية الدراسة أو التخرج. من ناحية أخرى ظهرت حركات معارضة تدعو لتغيير الملابس النسائية إلى ملابس غربية في عام 1922.
في زلزال كانتو الكبير 1923 كانت أعداد الإناث التي أصبن بأضرار جسدية كبيرا من بين اللواتي ارتدين الكيمون التقليدي بسبب قلة حرية الحركة، ونتيجة لهذا تأسست في العام التالي «جمعية ملابس النساء والأطفال في طوكيو» والتي عملت على تشجيع التحول للملابس الغربية. بالإضافة لذلك وبسبب انتشار الفقر بعد زلزال كانتو الكبير، أصبح من يلبس الكيمون عرضة للسرقة والهجوم من اللصوص. وفي عام 1940 تم تطبيق نظام كوكومين فوكو وهو لباس غربي موحد لجميع الذكور في اليابان.

### فترة شووا

#### حتى نهاية الحرب العالمية الثانية عام 1945
في الفترة المبكرة من فترة شووا بين عامي 1881 وحتى 1945، تلقت الطالبات الإناث في المدارس اليابانية في المرحلة الابتدائية دروس عن كيفية حياكة الملابس عموما والكيمون خصوصا، وذلك لم يكن بهدف تربية جيل من المتخصصين بالخياطة وإنما من أجل تمكين الإناث من العمل في مصانع الحياكة فيما بعد، بالإضافة إلى تمكينهن من صناعة ملابس لأطفالهن وأفراد أسرهن في المستقبل. في ذلك الوقت كانت الحياكة تتم يدويا بدون استخدام آلات الخياطة.
في 2 نوفمبر من عام 1940 وضعت الحكومة مرسوما يحدد الملابس الوطنية، بموجبه تعين على الذكور ارتداء ما يعرف باسم كوكومين فوكو أو الملابس الوطنية. كان اللباس الوطني على نوعين وتألف من قطعة علوية وقطعة متوسطة وبنطال هاكاما، بالإضافة إلى قبعة، ومعطف، وقفازات، وحذاء لها شكل موحد ومحدد بموجب ذلك المرسوم. وعلى الرغم من عدم وجود عقوبة على عدم ارتداء الملابس الوطنية إلا أنها انتشرت كثيرًا حيث صنعت بأعداد هائلة في مصانع الألبسة لتوزع على المواطنين واستمر انتشارها حتى فترة انتهاء الحرب العالمية الثانية في عام 1945. كما أن وزارة العمل قد حددت أيضا ملابس رسمية للإناث ذات تصميم معين يوفر كمية القماش المستخدم في تصنيعها، وهو ما يعرف باسم مونبه وهو اللباس المنتشر كثيرًا في المناطق الباردة من شمال اليابان بين المزارعين من أجل حمايتهم من البرد. على الرغم من ذلك لم تنتشر ملابس النساء بشكل واسع مثلما كان الحال في الذكور.

#### بعد انتهاء الحرب العالمية الثانية عام 1945

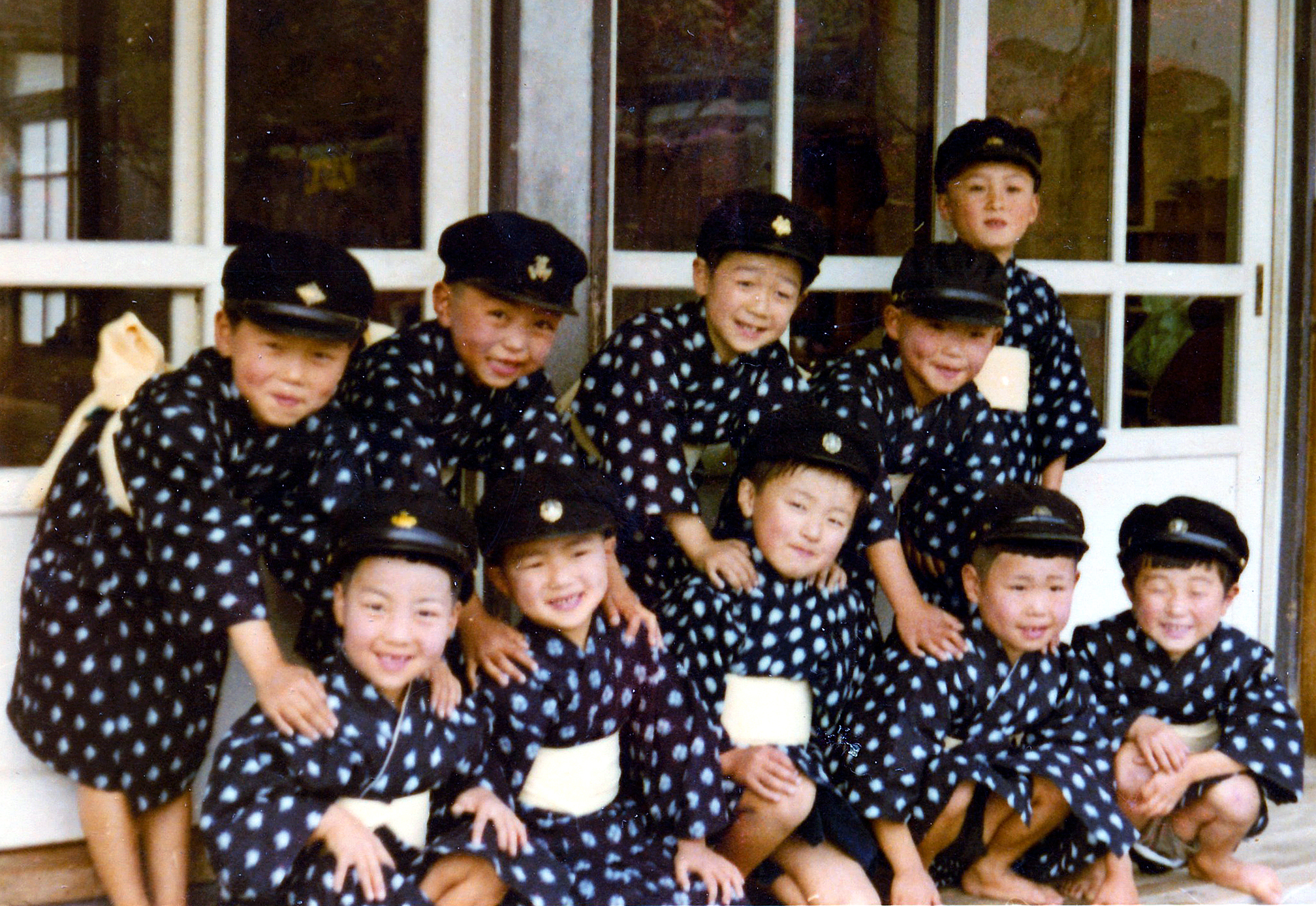
أطفال يرتدون كيمون الأطفال في عقد الستينات من القرن العشرين. كان هذا المنظر شائعا في الأرياف.

بعد انتهاء الحرب العالمية الثانية وانتهاء القصف الجوي، تمكن السكان من العودة إلى ارتداء ملابسهم المدنية ومنها الكيمون والتي لم يتمكنوا من ارتدائها في فترة الحرب. وعلى الرغم من وجود بعض السيدات اللواتي ارتدين مونبه بعد انتهاء الحرب، إلا أن الكثير أقلع عن ارتداءها لكونها تذكرهم بأيام الحرب والفقر. ولكن وبسبب ارتفاع أسعار الكيمون والملابس التقليدية ومع بدء الانتشار السريع للملابس الغربية الرخيصة الثمن والعملية تقلص انتشار الكيمون بشكل سريع. إلا أنه في الفترة بين 1965 و1975 لوحظ أن الكثير من السيدات اللواتي ارتدين الكيمون بشكل متكرر وذلك لانتشار ارتداء الكيمون كنوع من الموضة في تلك الفترة. إلا أنه بعد تلك الفترة عادت الملابس الغربية للانتشار السريع من جديد وانكمشت معها صناعة الملابس التقليدية والكيمون و، وحلت موجة من الكساد على محال تصنيع وبيع الكيمون و. ومن هنا قام مصنعو الكيمون بوضع معايير لازمة لمواصفات الكيمون ورفع جودته من أجل تشجيع البيع، إلا أنه وعلى عكس التوقعات فقد توقفت موجة كبيرة من سواد الشعب عن ارتداء الكيمون لتحول النظرة إليه على أنه لباس الأثرياء أو النخبة، مما أدى إلى نكسة كبيرة لصناعة وتجارة الكيمون وإفلاس الكثير من الشركات العاملة بالملابس التقليدية.
في عقد الستينات من القرن العشرين انتشر ارتداء الكيمون في الغرب من قبل مفكرين ومستشرقين، كما انتشر نوع من طراز الملابس على شكل الكيمون و، وأشهر مثال على من ارتدى ذلك هو عازف الإيتار جيمي هندريكس.

### العصر الحديث
على الرغم من انتشار الملابس الغربية في اليابان بشكل واسع بأشكالها المتعددة وطرازاتها في الوقت الحاضر، إلا أن ارتداء الكيمون في المناسبات الرسمية وحفلات الزفاف لا زال ملحوظا اجتماعيا، بالإضافة إلى ارتداء اليوكاتا وخاصة من قبل الشباب لسهولة ارتدائه وشعور الراحة الذي يمنحه في فترات الصيف.

## ميزات الكيمون
يضم الكيمون عدة صفات تميزه عن غيره من أنواع الملابس المنتشرة قديما وحديثا في اليابان ومنها:
- بسبب أن الكيمون يلف بحزام الأوبي (帯) عند جذع الجسم، هذا يعطي قوة ثبات للجسم كاملاً ويحافظ على استقامته.
- عرض كم الكيونو أكبر بكثير من قياس ذراع الإنسان.
- يختلف الكيمون عن الملابس الغربية في طريقة تثبيته في الجسم حيث لا يستخدم أي أزرار بل يكون التثبيت باستخدام أربطة وخاصة حزام الأوبي.
- لا يتمدد نسيج الكيمون أو يتقلص عند شده.
- لا يستخدم الجلد في حزام الأوبي، بل هو عبارة عن نسيج.
- يصنع الكيمون عادة من قطعة قماش واحدة، وعند القص تكون معظم خطوط القص بشكل مستقيم، على خلاف الملابس الغربية التي يكون فيها الكثير من المنحنيات عند قص القماش.
- على خلاف الملابس الغربية التي تطرح جزءا كبيرا من قطعة القماش الأصلية دون استخدام، فإن الكيمون يستخدم غالباً معظم مساحة قطعة القماش.
- عند تصنيع الكيمون يراعى عند الخياطة تسهيل عملية نزع الخيوط بسهولة، حيث تستخدم خيوط تتقطع بسهولة لحماية القماش من التمزق عند تعرضه للشد.
- من الممكن الحفاظ على الكيمون لفترة طويلة وذلك باستخدام خيوط قابلة للتقطع بسهولة، إلا أنه في هذه الحالة يضعف تأثيره على حماية الجسم.
- يخفي الكيمون ملامح الجسم للرجل والمرأة، حيث عند ارتدائه يظهر فقط خط الأكتاف وعرض الحوض.

## أنواع الكيمون
هناك أنواع من الكيمون خاصة بمناسبات مختلفة، تتراوح ما بين المناسبات الرسمية جداً إلى المناسبات العادية والبسيطة جداً، مستوى الرسمية لكيمون المرأة يتحدد من خلال مظهر الكيمون (غالباً طول الأكمام)، وكذلك النقوش ونوع القماش واللون. أما كيمون الرجال فهو عادةً ما يكون له شكل واحد وغالباً ما يكون ذا لون داكن أو غير مبهرج. وكذلك مستوى الرسمية للكيمون يتحدد من خلال نوع ولون الملحقات التكميلية وأيضاً نوع القماش، فالحرير هو الأكثر رسمية والأكثر جاذبية، في حين أن القطن مناسب أكثر للمناسبات العادية والبسيطة، وفي هذه الأيام هناك نوع جديد من أقمشة الكيمون وهو البوليستر، وهذا النوع يصلح عمومًا للمناسبات العادية والبسيطة.

## قياسات وطرازات الكيمون

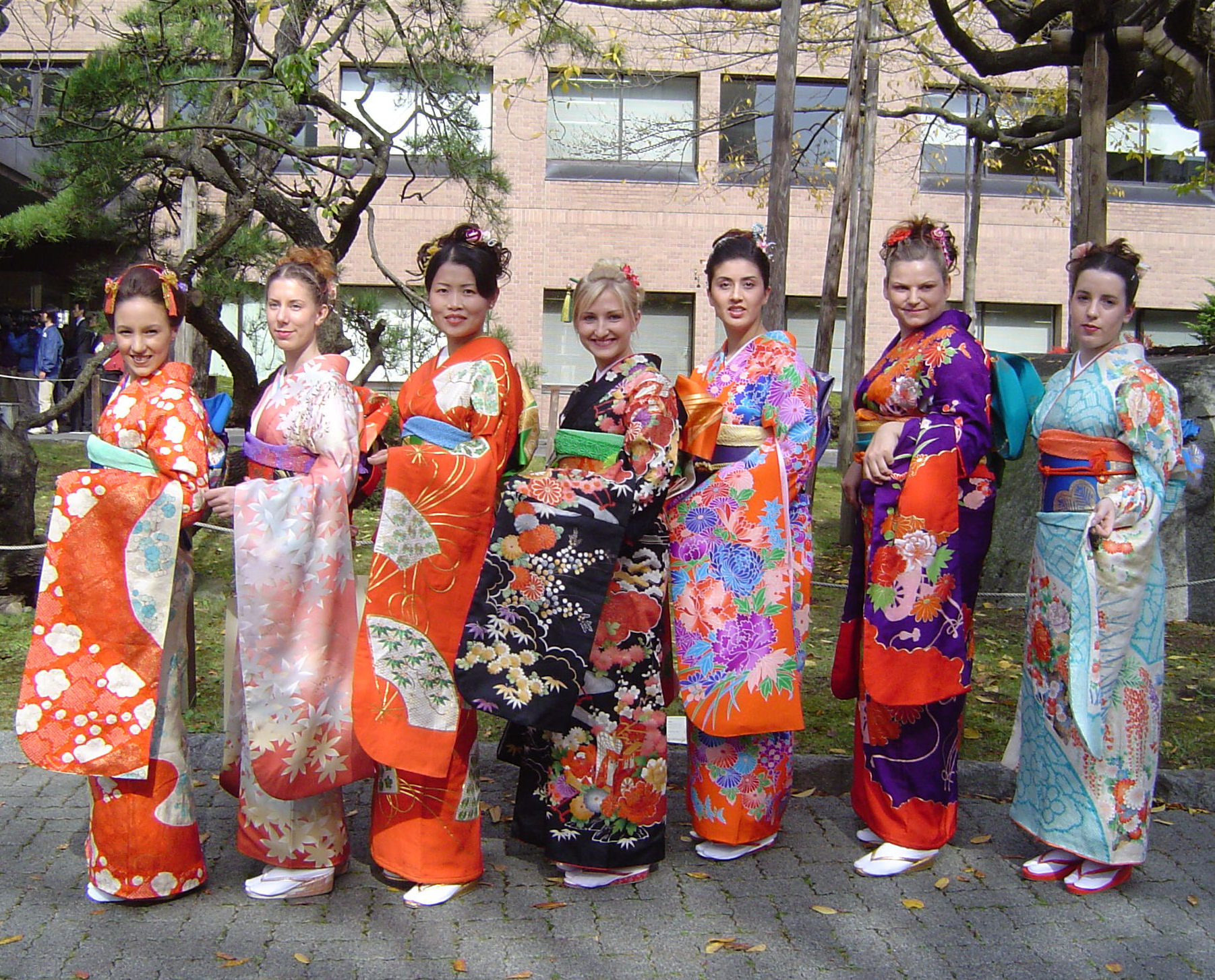
طرازات حديثة للكيمون و.

في التقاليد، كل الكيمون الخاص بالنساء له مقاس واحد، ويتم ملاءمة ذلك المقاس مع أطوال الجسم المختلفة من خلال الثنيات والعطفات المتوفرة في الكيمون و. والجدير بالذكر أن كل أنواع الأقمشة قد دخلت في صناعة الكيمون و، وأن كل ملابس الكيمون التقليدية قد خيطت يدوياً.
مع الوقت، دخلت ألوان جديدة في صناعة الكيمون وأصبح هناك تنويع واضح في الألوان، وكذلك تنوعت الأقمشة والتصاميم وكذلك الملحقات التكميلية كالأوبي مثلا.
في الوقت الحاضر، ملابس الكيمون الرجالية والنسائية متوفرة بمقاسات مختلفة، ولكن المقاسات الكبيرة جداً يصعب الحصول عليها وتكون غالية جداً عند طلب تصميمها، الأشخاص طوال القامة جداً أو العمالقة، كمصارعي السومو مثلاً، يلبسون كيمون مصمم لهم خصيصاً على طلبهم حيث يرتدي مصارعو السومو الكيمون عند ظهورهم على العامة في التلفاز وغيرها. حيث غالباً ما يرتدون اليوكاتا.

## أوقات لباس الكيمون
في الوقت الحاضر، يُلبَس الكيمون عادةً في المناسبات الخاصة كالزواج والوفاة والاحتفالات الشعبية، وأكثر من يلبس الكيمون حالياً هن النساء. والكيمون أصبح الآن غير عملي ولا يتوافق مع الحياة المعاصرة لصعوبة الحركة به ولكن هناك عدد من السيدات والرجال كبار السن ما زالوا يرتدون الكيمون في حياتهم اليومية، الرجال غالباً ما يرتدون الكيمون في حفل الزفاف وفي مراسم احتفال الشاي، والكيمون يرتديه أيضاً كل من الرجال والنساء في رياضات محددة مثل الكيندو (kendo = 剣道)، ومصارعو السومو المحترفون مُلزَمون بارتداء الكيمون كلما ظهروا في مكانٍ عام خارج الحلبة.

## طريقة لباس الكيمون
نظراً لصعوبة ارتداء الكيمون (مقارنة بالملابس الغربية) حيث أنه يستغرق وقتاً أطول، هناك العديد من المدارس التي تعلم كيفية ارتداء الكيمون و، وكذلك الدورات الخاصة بذلك والتي تحضر إليها النساء خصوصًا، وكذلك هناك المدارس التي تعلم كيفية صناعة الكيمون وخياطته.

## أجزاء الكيمون
يحتوي الكيمون تقليديا على 16 جزء:

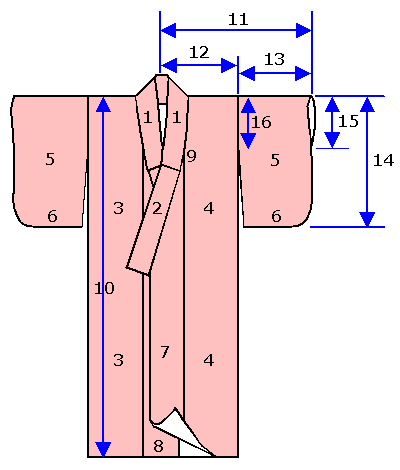
أجزاء الكيمون الرئيسية.

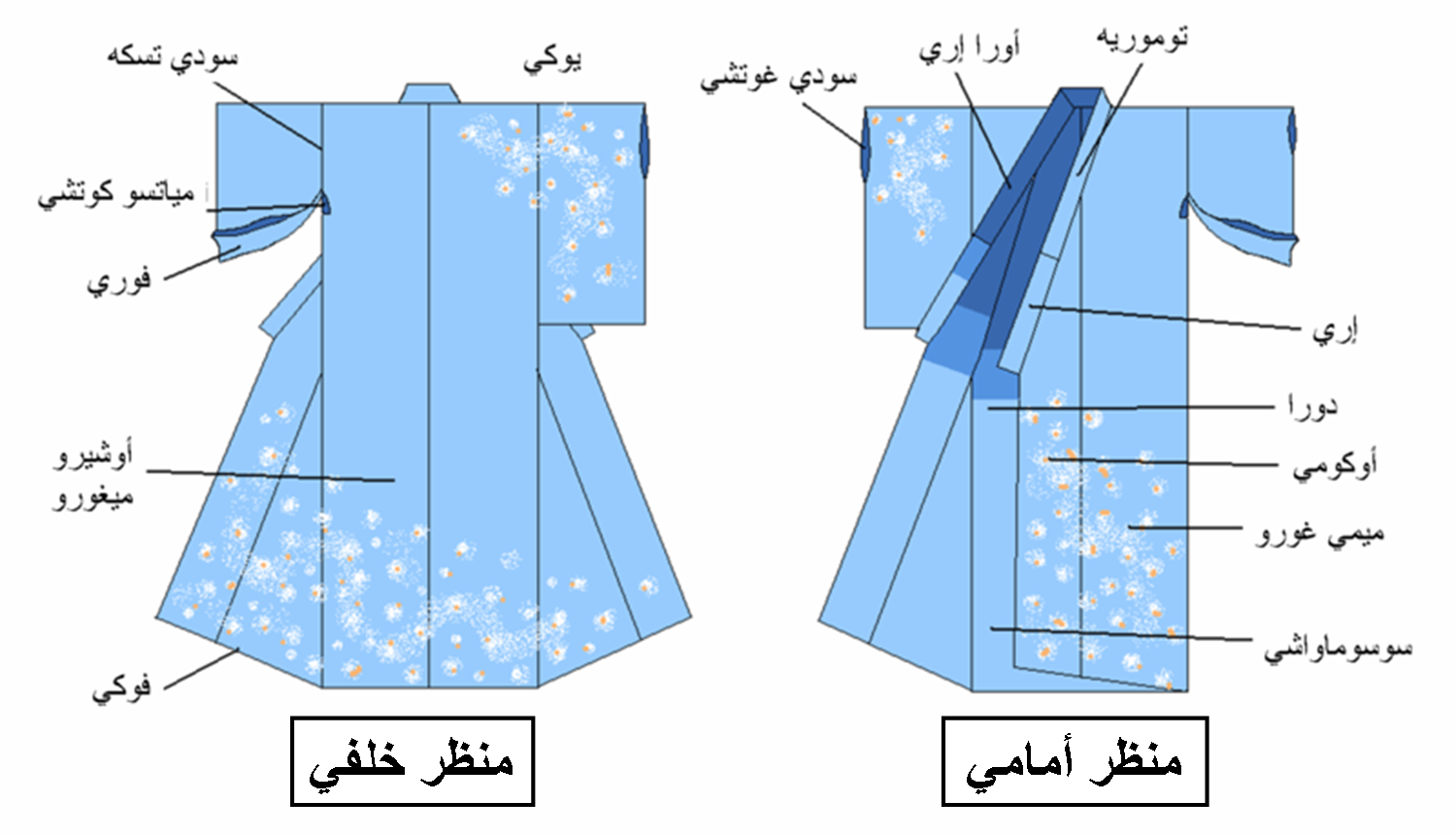
مخطط أجزاء الكيمون و.

| 1. كاكه-إري (掛衿)، تومو-إري (共衿): الياقة العلوية. 2. هون-إري (本衿)، جي-إري (地衿): الياقة السفلية. 3. ميغي نو مايه ميغورو (右の前身頃) الطبقة الأمامية الرئيسية اليمنى. 4. هيداري نو مايه ميغورو (左の前身頃): الطبقة الأمامية الرئيسية اليسرى. 5. سوده (袖) : كم. 6. تاموتو (袂): جيب الكم 7. هيداري نو أوكومي (左の衽): الحاشية الأمامية اليسرى. 8. هيداري نو أوكومي (右の衽): الحاشية الأمامية اليمنى. 9. كِن ساكي (剣先) 10. ميتاكه (身丈) : طول الكيمون و. 11. يوكي تاكه (裄丈) : عرض الكيمون و. 12. كاتا هابا (肩幅) : عرض الكتف. 13. سوده هابا (袖幅) : عرض الكم. 14. سوده تاكه (袖丈) : طول الكم. 15. سوده غوتشي (袖口) : فتحة الكم. 16. سوده تسكه (袖付) : وصلة الكم. |

### طبقات الكيمون
ينقسم الكيمون إلى الطبقات الآتية:

#### ميغورو 身頃
تعبر كلمة ميغورو عن الطبقات الثلاثة، الأمامية اليمنى، والأمامية اليسرى، والخلفية. في الكيمون الحديث تصنع الميغورو اليمنى والميغورو اليسرى من قطعتين من القماش.

#### مايه ميغورو 前身頃
يطلق اسم «مايه ميغورو» (الطبقات الأمامية) على أجزاء الكيمون الأمامية باستثناء الأكمام، أو بمعنى آخر هي الأجزاء المقابلة لظهر الكيمون و، على طرفين أيمن وأيسر.

#### أوشيرو ميغورو 後身頃
يطلق اسم «أوشيرو ميغورو» (الطبقة الخلفية) على أجزاء الكيمون الخلفية باستثناء الأكمام. عادة ما تصنع الطبقة الخلفية بخياطة الطبقة الخلفية اليسرى والطبقة الخلفية اليمنى عند منتصف الظهر، ولكن يوجد شكل آخر تصنع منه الطبقة الخلفية من قطعة قماش واحدة دون خياطة في المنتصف.

#### أوكومي 衽
يطلق اسم «أوكومي» (حاشية) على جزء الكيمون الواقع في طرف الطبقتين الأماميتن والممتد من الياقة «إري» في الأعلى إلى أسفل الكيمون و، ويكون بشكل قطعة قماش طويلة ورفيعة تخاط مع الطبقة الأمامية.

#### أوا مايه 上前
يطلق اسم «أوا مايه» (أعلى الأمام) على جزء الكيمون العلوي باستثناء الكم من الأمام واليسار (في حال النظر إلى الكيمون من الأمام) ويشمل جزء الياقة الأيسر وجزء الحاشية الأمامية اليسرى.
عند ارتداء الكيمون يبدأ بالطرف الأيمن وتكون الحاشية اليسرى فوق الحاشية اليمنى في المحصلة. جاءت تسمية «أعلى» في «أوا مايه» بسبب وجود الطبقة اليسرى في الأمام بالنسبة للطبقة اليمنى، حيث في ثقافة اللباس اليابانية يعتبر كل ما هو بعيد عن الجسد أنه في «الأعلى».

#### شتا مايه 下前
يطلق اسم «شتا مايه» (أسفل الأمام) على جزء الكيمون العلوي باستثناء الكم من الأمام واليمين (في حال النظر إلى الكيمون من الأمام) ويشمل جزء الياقة الأيمن وجزء الحاشية الأمامية اليمنى.
عند ارتداء الكيمون يبدأ بالطرف الأيمن وتكون الحاشية اليسرى أمام الحاشية اليمنى في المحصلة. جاءت تسمية «أسفل» في «شتا مايه» بسبب وجود الطبقة اليمنى في الخلف بالنسبة للطبقة اليسرى، حيث في ثقافة اللباس اليابانية يعتبر كل ما هو قريب عن الجسد أنه في «الأسفل».

### أجزاء الياقة

#### الياقة 衿
تقسم إلى جزئين، كاكه إري (الياقة العلوية) وهون إري (الياقة السفلية).

##### كاكه إري 掛衿
تسمى أيضا تومو إري (共衿) وهي الياقة العلوية، وهي جزء الياقة المحيط بالرقبة وهو جزء سهل الاتساخ بسبب احتكاكه بالرقبة. يطلق اسم تومو إري عليه خصوصًا إن كان لون القماش المصنع منه هو ذات قماش باقي الكيمون و، ولكن لكي لا يظهر الاتساخ للعيان عليه فعادة ما يصبغ بلون أغمق من لون باقي الكيمون وعندها يطلق عليه «كاكه إري».

##### هون إري 本衿
ويطلق عليه أيضاً جي إري (地衿) وهي الياقة السفلى أو فقط «إري» (衿) أي الياقة. يكون على حافة الكيمون ويشمل المنطقة المحيطة بالرقبة وجزء من الصدر ويكون عادة مكونا من قطعة قماش ذات بشكل رفيع وطويل وتمثل الجزء الرئيسي من الياقة التي عادة ما توصل معها الياقة العليا (كاكه إري).

##### تومو إري 共衿
راجع كاكه إري، وتكتب أيضا "共襟".

##### جي إري 地衿
راجع هون إري، وتكتب أيضا "地襟".

### أجزاء الثوب الطويل

#### سوده 袖
هي أجزاء الكيمون اليمنى واليسرى التي تغطي الذراعين.

### فتحات الثوب الطويل

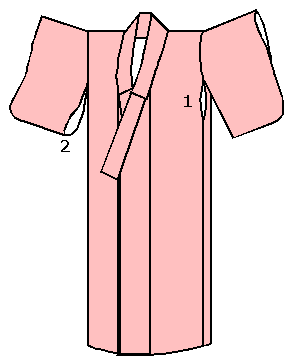
1- فتحة جانبية (身八つ口 مياتسو غوتشي)، 2- فتحة الإبط (振八つ口 فوري ياتسوغوتشي).

مثلما هو موضح في الصورة، فإنه في وضع الكيمون الذي قد لف عليه الأوبي فإنه يوجد فيه ثمان فتحات هي فتحة الرقبة، وفتحة الأقدام، وفتحة الكم الأيمن، وفتحة الكم الأيسر، وفتحة الأبط الأيمن، وفتحة الإبط الأيسر، والفتحة الجانبية اليمنى، والفتحة الجانبية اليسرى.
كلمة «غوتشي» (口) التي تعني في واقع الأمر «فم» تستخدم في اللغة اليابانية عند الحديث عن الملابس على أنها فتحة. توجد الفتحات الجانبية والتي عند الإبط في كيمون النساء والأطفال فقط ويوجد الكثير من الأقاويل حولها، لكن أكثرها تقول أنها من أجل تسهيل ارتداء الكيمون وتمرير حبال الربط.

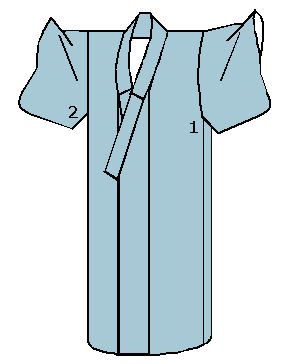
1- فتحة جانبية مغلقة (身八つ口 مياتسو غوتشي)، 2- فتحة الإبط المغلقة (振八つ口 فوري ياتسوغوتشي).

في كيمون الرجال تكون فتحات الإبط مغلقة (بدأ بإغلاق هذه الفتحات منذ فترة إيدو، وقبل ذلك كانت موجودة في كيمون الرجال تماماً مثل الكيمون النسائي). يطلق على الكيمون ذو فتحات الإبط المغلقة اسم «نينغيو» (人形) والتي تعني دمية.

#### سوده غوتشي 袖口
وتعني فتحة الكم، وهو الجزء داخل الكم عند المعصم، حيث يفتح طرف الكم دون خياطة طرفيه ببعضهما.

#### سوده غوري 袖刳り
وتعني تجويف الكم، وهو جزء الكيمون حيث يمر الذراع ويكون عبارة عن جزء أسطواني الشكل مغلق يصل بين فتحة الكم وفتحة الصدر.

#### فوري ياتسوغوتشي 振八つ口
وهي الفتحة الموجودة تحت الإبط في الكم حيث تترك بدون خياطة، ويطلق عليها أحياناً فوري غوتشي (振り口) فقط وهي موجودة في كيمون النساء والأطفال فقط وليس في كيمون الرجال.

#### مياتسو غوتشي 身八つ口
وهي فتحة موجودة تحت الإبط بين طبقة الكيمون الأمامية والخلفية حيث تترك بدون خياطة، إلا في كيمون الرجال فيتم إغلاقها.

### مواضع قياسات الكيمون

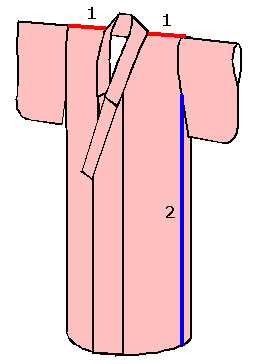
1 - عرض الكتف (肩山 كاتا ياما)، 2 - خط الإبط (脇線 واكي سن).

#### كاتا ياما 肩山
تعني حرفيا «جبل الكتف» وتعبر عن عرض أعلى مستوي الكتف مقاساً دون ارتداء هاوري.

#### كِن ساكي 剣先
تعني حرفياً «مقدمة السيف» وهي النقطة التي تقع في أعلى الحاشية الأمامية (أوكومي 衽)، وهي النقطة التي تلتقي عندها الطبقة الأمامية الرئيسية (مايه ميغورو) مع الياقة السفلية الرئيسية (هون إري).

#### سوسو 裾
وهو الحاشية السفلية أو أقرب جزء من الكيمون إلى الأرض.

#### سه-تشوشن 背中心
هو المستوى المتوسط الذي يقسم الكيمون إلى نصفين متساويين أيمن وأيسر. عند ارتداء الكيمون يكون هذا الخط في منتصف الظهر، بحيث عندما تكون الطبقة الخلفية مفصولة إلى طبقة يمنى وطبقة يسرى توصل في المنتصف ويكون خط الوصل هو «سه-تشوشن» أي «منتصف الظهر».

#### تسوما ساكي 褄先
في حال وضع الكيمون على سطح مستوي وفتحت الطبقتين الأماميتين بحيث يظهر داخل الكيمون إلى أبعد حد، يلاحظ أن الياقة ستصبح بشكل خط مستقيم. يطلق اسم «تسوما ساكي» على نقطتي طرفي الياقة الأيمن والأيسر.

#### مياتسو كوتشيدوماري 身八つ口どまり
هي نقطة أسفل فتحة الجسم تحت الإبط (مياتسو كوتشي 身八つ口).

#### واكي سن 脇線
وتعني خط الإبط، وهو الخط الذي تتصل عنده الطبقة الخلفية مع الطبقتين الأماميتين اليسرى واليمنى من أسفل الإبط إلى أسفل الكيمون و، عدا خط الكتف.

### قياسات الكيمون
أهم القياسات في الكيمون هي ثلاث قياسات:

#### ميتاكه 身丈
هو الطول الكامل للكيمون بين الكتف «كاتاياما» إلى الحاشية السفلى «سوسو». بالنسبة للرجال يكون هذا الطول مساوياً لطول الجسم عدا الرأس، أما بالنسبة للنساء فبسبب الطول الذي يضاف لرفع الياقة ولف الأوبي، يكون الطول الكامل مساوياً لطول الجسم.

#### كيتاكه 着丈
هو طول الكيمون أثناء ارتدائه من أعلى نقطة إلى أسفل نقطة.

#### يوكي تاكه 裄丈
وهو طول الكم، وأحيانا يطلق عليه تاكه (裄) فقط. وهو الطول من سه-تشوشن إلى حاشية الكم. أي هو مجموع عرض الكتف مع طول الكم.
بالإضافة إلى القياسات الثلاثة الرئيسية، هناك قياسات أخرى هي:

#### أوكومي ساغاري 衽下り
هو الطول بين نقطة التقاء كاتاياما والياقة ونقطة كن ساكي. يكون طول أوكومي ساغاري في الكيمون بين 19 سم إلى 23 سم.

#### كاتا هابا 肩幅
وتعني عرض الكتف، وهو الطول بين نقطة منتصف الظهر ونقطة بداية الكم. يشكل مجموع طولي كاتا هابا وسوده هابا طول يوكي تاكه. يقاس عرض الكتف في الملابس الغربية والملابس اليابانية بشكل مختلف. يكون عرض الكتف في الكيمون بالمتوسط يتراوح بين 30 سم إلى 32 سم تقريباً.

#### كوري كوشي 繰越
هو الطول بين منتصف كلا الكتفين إلى نقطة الياقة الخلفية. في الكيمون النسائي يصنع الكيمون بحيث تكون مؤخرة الياقة متجهة نحو منتصف الظهر. يكون طول كوري كوشي في الكيمون النسائي المتوسط بين 2 سم إلى 3 سم، ولا يوجد هذا القسم في كيمون الرجال أو الأطفال.

#### سوده غوتشي 袖口
طول فتحة الكم. أحياناً يطلق عليها أيضاً سوده غوتشي أكي (袖口明). يعبر عن طول فتحة الكم بنصف طول محيط فتحة الكم. في حال مد الكم على مستوى يكون شكله بشكل مربع، وبدون أي خياطة في طرفي الكم الأيمن والأيسر يكون طول الكم مساوياً لعرضه. أما في كوسوده فإن جزءا من الحاشية يكون مخاطا لذلك يكون طول فتحة الكم أقصر من طول الكم. في الكيمون المتوسط يكون طول فتحة الكم بين 20 سم إلى 23 سم تقريباً.

#### سوده تاكه 袖丈
وهي طول الكم، يقاس بتمديد الكيمون على سطح مستوي وأخذ القياس بين أعلى وأسفل الكم. بينما يأخذ طول الكم في الملابس الغربية بين بداية الكتف إلى المعصم، إلا أن هذا الطول يقابل في الكيمون عرض الكم (سوده هابا). يختلف طول الكم بحسب العمر والذوق إلا أنه يتراوح في العادة بين 49 سم إلى 51 سم.

#### سوده تسكه 袖付
هو طول المنطقة المتصلة بين الكم والطبقة الأمامية للكيمون و. يطلق على هذا الطول عند قياسه من الأمام اسم «مايه سوده تسكه» (前袖付)، وعند قياسها من الخلف اسم «أوشيرو سوده تسكه» (後袖付). عمومًا يكون القياسان من الأمام والخلف متساويان، إلا أنه حسب الرغبة قد يكون هناك خلاف في قياسهما. في الكيمون النسائي يكون طول سوده تسكه في العادة حوالي 23 سم، وفي حال تثبيت الأوبي بشكل عال فيصبح طول سوده تسكه أقصر من ذلك. أما في الكيمون الرجالي فيكون طول سوده تسكه حوالي 40 سم، أي أطول من الكيمون النسائي وذلك لأن الأوبي الرجال يكون ذو عرض أقل من الأوبي النسائي ويثبت عادة عند نقطة أقرب إلى البطن منها إلى الصدر.

#### سوده هابا 袖幅
هو عرض الكم، وهو المسافة بين نقطتي يمين ويسار الكم، ويساوي حاصل مجموع طولي كاتا هابا وسوده هابا إلى طول سوده تاكه. وهو يقابل إلى طول الكم في الملابس الغربية. يكون عرض الكم في المتوسط بين 33 سم إلى 34 سم.

#### داكي هابا 抱幅
هو عرض الطبقة الأمامية اليمنى أو اليسرى عند الصدر دون حساب عرض الحاشية الأمامية. يقاس في الكيمون الرجالي عند نقطة تبعد 40 سم من الكتف (كاتا ياما) نزولا، أما عند النساء فيقاس عند نقطة أسفل فتحة الجسم (مياتسو كوتشيدوماري).

## مخطط تفصيل أجزاء الكيمون

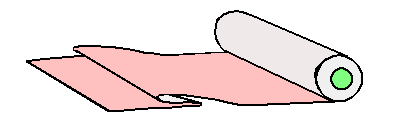
يلف القماش على الوجه الداخلي لحمايته.

لتسهيل فهم أجزاء الكيمون فمن المفيد توضيح مخطط تفصيل أجزاء الكيمون و، وطريقة قص القماش وكيفية تراكب الأجزاء مع بعضها البعض. يطلق اسم «واساي» (和裁) على حرفة صناعة الملابس التقليدية اليابانية. يطلق اسم «تانمونو» (反物) على قطعة النسيج الخام التي يصنع منها الكيمون و. يستخدم عادة ثوب نسيج بعرض 36 سم لتصنيع الكيمون النسائي العادي.

### طريقة التفصيل
يوضح المخطط الشكل العام لمخطط التفصيل، إلا أن القياسات تختلف مع قياس الجسم.

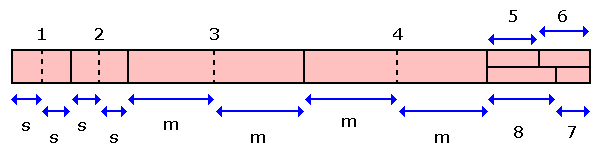
مخطط التفصيل.

| 1. ميغي نو سوده (右の袖): الكم الأيمن 2. هيداري نو سوده (左の袖): الكم الأيسر 3. ميغي نو ميغورو (右の身頃): الطبقة الأمامية اليمنى 4. هيداري نو ميغورو (左の身頃): الطبقة الأمامية اليسرى 5. ميغي نو أوكومي (右の衽): الحاشية الأمامية اليمنى 6. هيداري نو أوكومي (左の衽): الحاشية الأمامية اليسرى 7. كاكه إري (掛衿) : الياقة العلوية 8. هون إري (本衿) : الياقة السفلية الرئيسية - m − ميتاكه (身丈) : طول الكيمون و - s − سوده تاكه (袖丈) : طول الكم |

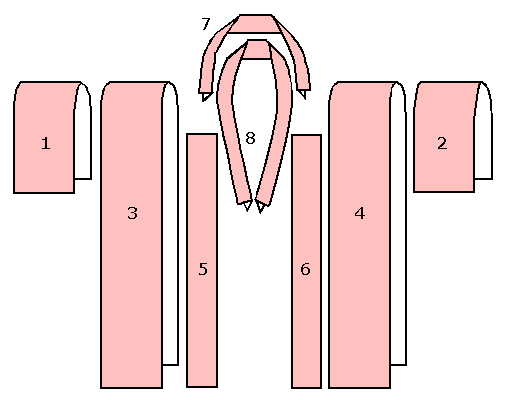
مخطط ترتيب أجزاء الكيمون بعد القص حسب الأرقام.

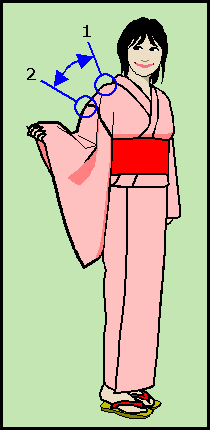
1- نقطة التقاء الكتف مع العضد، 2- أعلى نقطة لحدود التقاء الطبقة الأمامية مع الكم.

### عرض الكتف وعرض الكم
في الكيمون الحديث تكون أعلى نقطة عند حدود التقاء الطبقة الأمامية والكم أقرب إلى اليد من نقطة التقاء الكتف مع العضد، يأتي هذا الفرق من طريقة التفصل وطريقة تجميع القطع مع بعضها البعض عند الخياطة، وهي نقطة خلاف رئيسية مع الملابس الغربية التي يكون فيها خط التقاء الكم مع طبقة القميص الرئيسي مطابقاً تقريب لنقطة التقاء الكتف مع العضد.

## كيمون النساء

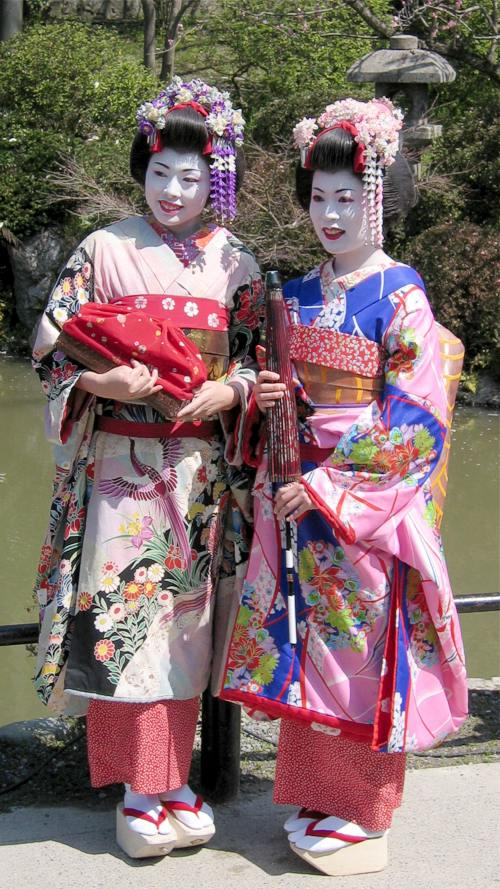
بنات الغيشا يرتدين الكيمون و.

معظم اليابانيات لا يستطعن لبس الكيمون بمفردهن وبدون مساعدة من شخص آخر، لأن لوازم الكيمون النسائي النموذجي يتطلب لبس اثنا عشر قطعة مستقلة أو أكثر، متصلة ومرتبة بطرق محددة.
هناك مُلبِسة (أي المرأة التي تساعد المرأة الأخرى على ارتداء الكيمون و) وتكون محترفة في هذا المجال وهي إلى الآن ما زالت تساعد النساء على لبس الكيمون و، وعادة ما يكون ذلك للمناسبات الخاصة، والمُلبِسة يجب أن يكون عملها مصرَّحاً وبشكل قانوني، ومعظمهن لهن بيوت وصالونات خاصة بهن.
اختيار المرأة لنوع الكيمون الذي ترتديه يحمل رسالة رمزية واجتماعية يفهمها اليابانيين فيما بينهم، فالاختيار المحدد لكيمون بعينه يتعلق بعمر المرأة وحالتها الاجتماعية إن كانت متزوجة أم لا أو ما مدى منزلتها الاجتماعية إن كانت من سيدات المجتمع أو امرأة عادية، وكذلك اختيار الكيمون يتوقف على نوع المناسبة ومدى رسميتها. من أنوع الكيمون و:

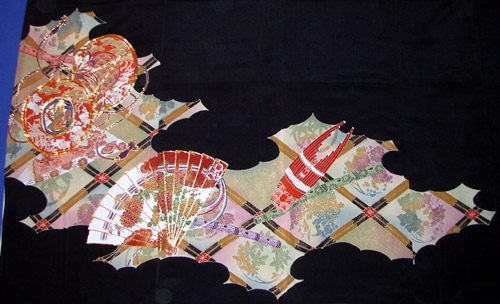
كوروتومه-سوده

### كوروتومه-سوده(黒留袖)
كيمون أسود اللون عليه نقوش ورسوم فقط تحت الخصر، والكوروتومه-سوده هو الكيمون الأكثر رسمية للنساء المتزوجات، وغالباً ما ترتديه أمهات العريس والعروس في حفل الزفاف، والكوروتومه-سوده عادةً ما يحتوي على خمس شارات «كامون» (家紋) وهذه الشارات تكون مطبوعة على الأكمام وعلى صدر وظهر الكيمون و.

### فوريسوده(振袖)

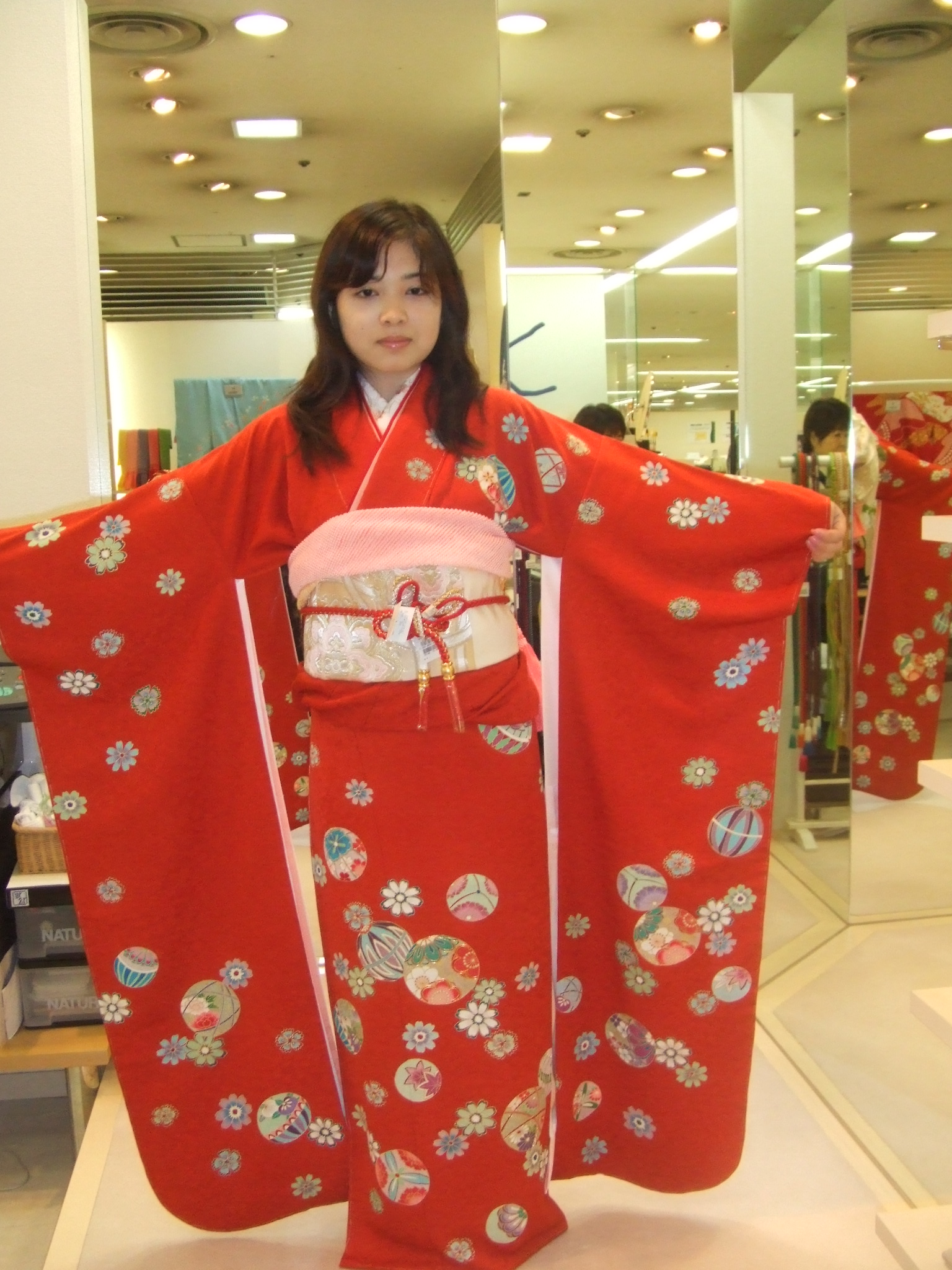
شابة ترتدي فوريسوده.

معنى كلمة فوريسوده حرفياً هو (الأكمام المتأرجحة)، وأكمام الفوريسوده تتراوح طولها في المعدل ما بين 39 و42 إنش، والفوريسوده هو الكيمون الأكثر رسمية للنساء غير المتزوجات، وتحتوي على نقوش ورسوم تغطي جميع الثوب، وغالباً ما يُلبَس في مراسيم الوصول لسن البلوغ (成人式)، وكذلك تلبسه الفتيات غير المتزوجات ممن هن أقارب للعروس في حفل زفافها.

### إيروتومه-سوده (色留袖)
كيمون ذو لون واحد، ذو نقوش ورسوم فقط تحت الخصر، وإيروتومه-سوده أقل رسمية من الكوروتومه-سوده، وتقوم النساء المتزوجات بارتدائه وعادة ما يكن من أقارب العروسين وقت الزفاف، والإيروتومه-سوده قد يحتوي على ثلاث أو خمس شارات كامون.

### هوومونغي(訪問着)
يعني حرفياً (لباس الزيارة)، وهو معروف بنقوشه ورسومه التي تمتد إلى الأذرع والدرزات والأكمام، مرتبة الهوومونغي أعلى قليلة من مثيلتها التسوكيساغه، ويمكن للنساء المتزوجات وغير المتزوجات ارتداء الهوومونغي، وغالباً ما تقوم صديقات العروس بارتداء الهوومونغي في حفل زفاف صديقتهن، كما يمكن لبس الهوومونغي في الحفلات الرسمية.

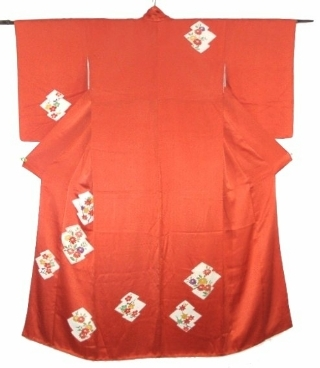
تسوكيساغه.

### تسوكيساغه(付け下げ)
هذا النوع من الكيمون له نقوش ورسوم متواضعة وتغطي مناطق أقل من الثوب- بشكل أساسي يكون تحت الخصر- وهو أقل رسمية من الهوومونغي، ويمكن للنساء المتزوجات وغير المتزوجات ارتداءه.

### إيروموجي(色無地)
كيمون ذو لون واحد ويلبسه كل من المرأة المتزوجة وغير المتزوجة، ويُلبَس بشكل رئيسي في مراسم احتفال الشاي.

### كومون(小紋)
كيمون بصورة أو نقش صغير ومكرر في أرجاء الثوب، يعتبر هذا الكيمون بسيط وعادي، يمكن لبسه والمشي به في أرجاء البلدة، أو يُلبَس مع أوبي حسن المنظر لأجل وجبة في مطعم، يمكن لكل من المرأة المتزوجة وغير المتزوجة لبس هذا النوع من الكيمون و.

### إيدو كومون (江戸小紋)
الإيدوكومون هو نوع من الكومون معروف بنقاطه الصغيرة المنظومة بين النقوش، تقنية صبغ الإيدوكومون تم ابتكارها على يد طبقة الساموراي خلال فترة إيدو، والكيمون بهذا النوع من النقوش له نفس مرتبة الإيروموجي من حيث الرسمية، وعندما يكون مزيناً بالشارات «الكامون» يمكن ارتداؤه كلباس زيارة مساوٍ للتسوكيساغهه والهوومونغي.

### يوكاتا(浴衣)
كيمون غير رسمي خفيف وللصيف وهو مصنوع من غالباً من القطن أو الكتان أو خيوط القنب، واليوكاتا غالباً ما يُلبَس للاحتفالات الخارجية ويرتديه الرجال والنساء من كل الأعمار، كما أنه يلبس أيضاً عند حمامات الينابيع الساخنة (温泉)، حيث يقدم اليوكاتا في تلك الحمامات والمنتجعات كخدمة للضيوف.

### سوسوهيكي (裾引き)
وتعني حرفياً «سحب الأذيال» (أطراف الرداء). وهذا النوع يلبس خصوصًا من قبل الممثلين على المسرح في عروض الرقص الياباني. ويكون طويلاً مقارنة مع الكيمون العادي. بينما الكيمون العادي للنساء يكون بطول 1.5 إلى 1.6 متر، يكون طول كيمون سوسوهيكي حوالي 2 متر. وأيضاً يلبس هذا النوع من الكيمون الغيشا عند الخروج خارج المنزل.

### موفوكو (喪服)
وتعني حرفيا «ثياب الحزن»، ويكون بلون أسود وعليه خمسة كامون. يلبس بشكل رئيسي في المراسم الجنائزية وعند العزاء، وهناك نوع يطلق عليه «رياكو موفوكو» (略喪服) أي «لباس الحزن المخفف» يكون بألوان أخرى كالون الرمادي، أو البني أو الأزرق الداكن مع أوبي بلون أسود. يتراوح اللون بحسب درجة القرابة للشخص المتوفي، أو حسب الذكرى السنوية، لكن عمومًا يرتدى رياكو موفوكو بعد الذكرى السنوية الثالثة للوفاة.

### طريقة اختيار كيمون النساء
بما أنه في الوقت الحالي لم يعد ارتداء الكيمون أمرا من عادات الحياة اليومية العادية، فقد تغير كثيرًا أساليب اختيار ومناسبات ارتداء الكيمون بالنسبة للنساء عما كانت عليه في السابق حيث أن الكثير من السيدات لا يعرن الكثير من الاهتمام للتفاصيل الدقيقة في عملية الاختيار للكيمون المناسب ويتوقع أن ينحدر هذا الأمر تدريجيا بشكل متزايد في المستقبل أيضا. فعلى الرغم من كون الفتيات ترتدين فوريسوده في حفل الزفاف، إلا أن هناك جدلا حول ارتداء من تتزوج وقد تجاوز عمرها الخمسين عامًا لكيمون الفوريسوده، فهناك من يرى أن الفوريسوده مخصص للفتيات غير المتزوجات صغيرات السن، بينما ترى فئة أخرى أنه لا علاقة للعمر بالأمر. أما بالنسبة لوالدة الزوجين فتحضران حفل الزفاف مرتديتين كوروتومه-سوده مع كامون الأسرة. أما النساء الأخريات من المدعوات لحفل الزفاف فعادة ما يرتدين إيروتومه-سوده أو هومونغي. إلا أن مثل تلك الأمور المعقدة يصعب فهمها على الجميع في الوقت الحاضر، حيث يلاحظ في الكثير من الأحيان خاصة في حالات حفلات الزفاف العادية حضور أهالي الزوجين وهن مرتديات هومونغي أو أنواع أخرى غير كوروتومه-سوده.

## كيمون الرجال

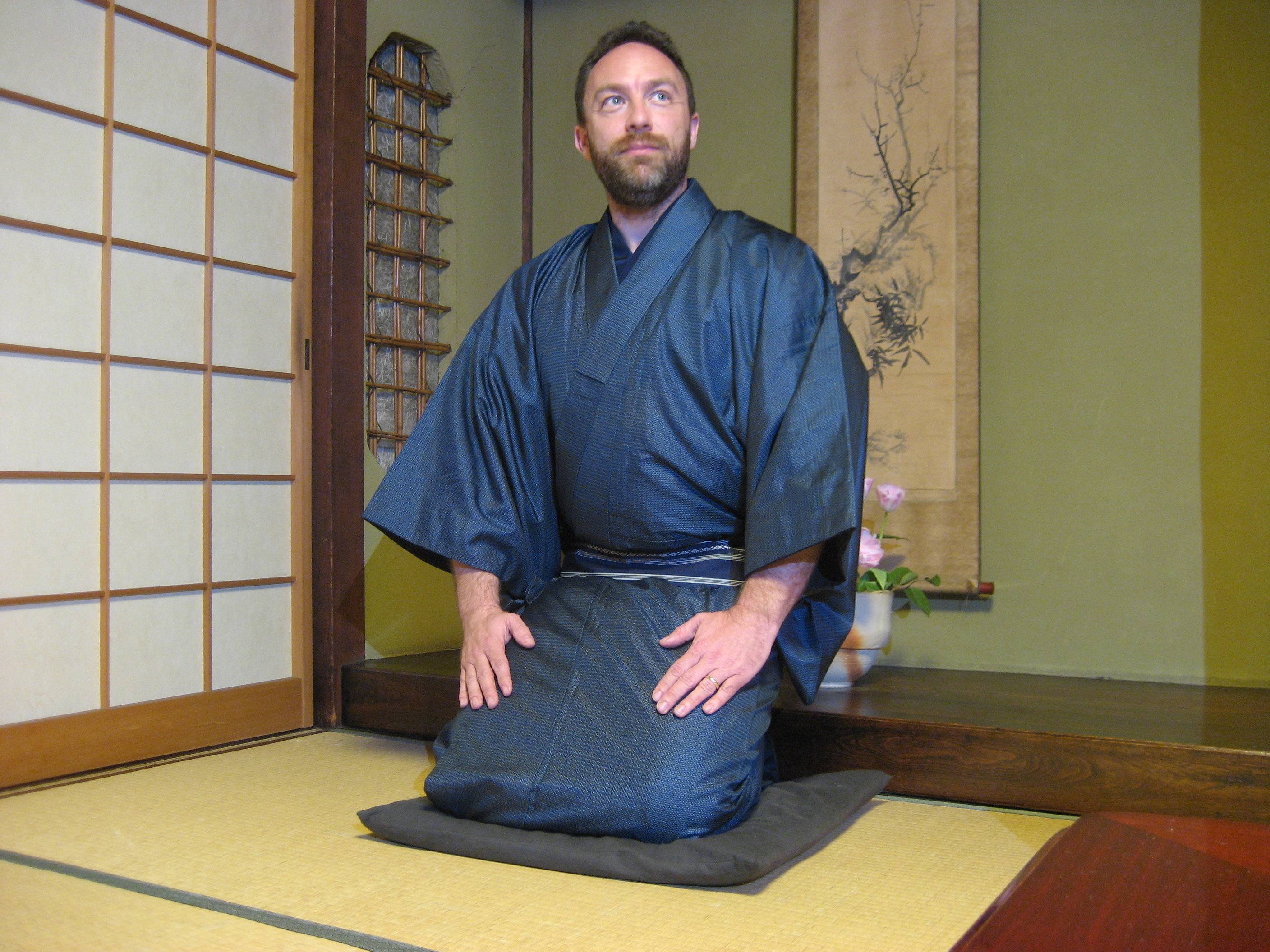
جيمي ويلز يرتدي الكيمون الرجالي عند زيارته لليابان

على عكس كيمون النساء، لوازم الكيمون الرجالي أبسط وأقل تعقيداً، وهو على عدة طرازات وأنواع. عند ارتداء كيمون عليه رموز كامون يلبس تابي أبيض اللون، أما لون حبل الزوري أو الغيتا فيكون أبيض في الأفراح وأسود في الأحزان. بالإضافة إلى الإضافات الأخرى على الكيمون تكون بيضاء في الأفراح وسوداء في الأحزان، وعادة ما يرتدى هاوري فوق الكيمون بحسب المناسبة.
في العصر الحديث، الاختلاف الرئيسي بين كيمون الرجال يكمن في نوع القماش والتصميم، الكيمون النموذجي يكون لونه غير مبهرج، داكن اللون، أسود، أزرق غامق، أخضر غامق، وكذلك اللون البني شائع. والأقمشة غالباً ما تكون باهتة، والبعض منها يحتوي على نقوش دقيقة. والكيمون العادي أو غير الخاص بالمناسبات الرسمية يكون لونه أفتح، مثل اللون البنفسجي الفاتح، والأزرق والأخضر الفاتح، وقد عُرِف عن مصارعو السومو أنهم يلبسون ملابس كيمون فاتحة اللون جداً كالأبيض أو النيلي الفاتح.
التصميم الأكثر رسمية للكيمون الرجالي هو كيمون ذو لون أسود، مع خمس شارات كامون على الصدر والأكتاف والظهر، وأقل منه رسمية أن يكون الكيمون ذو ثلاث شارات كامون، وهذه الملابس عادةً ما تقترن مع قطعة بيضاء من الملابس الداخلية وكذلك الملحقات التكميلية. تقريباً أي كيمون يمكن جعله رسمياً أكثر بارتداء الهاكاما أو الهاوري عليه.

## ارتداء الكيمون

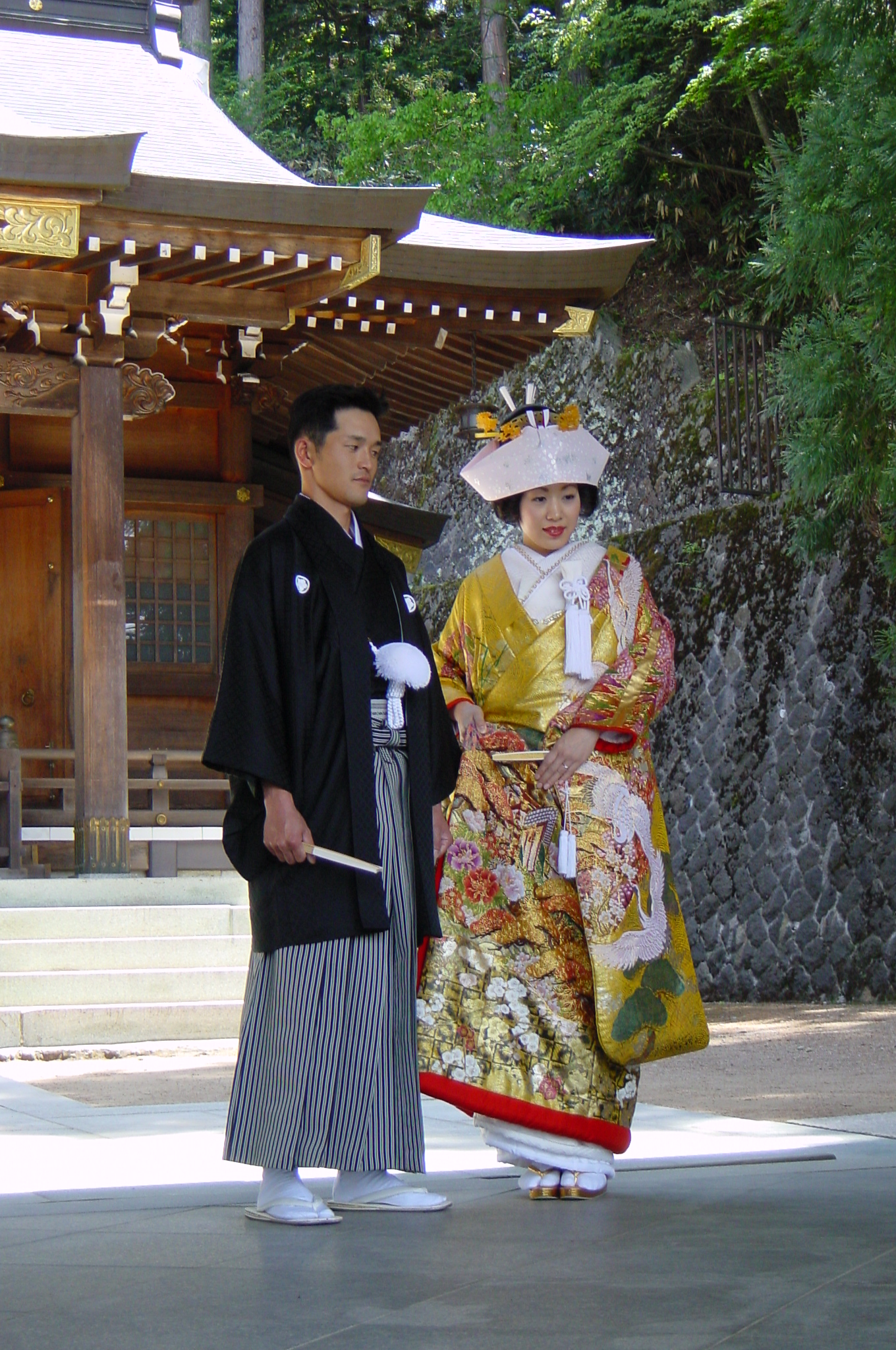
زوجين يلبسان كيمون الزواج في حفل زواجهما بحسب تقاليد الشنتو.

يطلق على عملية ارتداء الكيمون بالكامل اسم «كي-تسوكه» (着付け)، عادة ما يتم تصفيف الشعر أيضا عند ارتداء الكيمون إلا أن عملية تصفيف الشعر لا تدخل ضمن عملية الارتداء حيث عادة ما يتم تصفيف الشعر قبل ارتداء الكيمون و. هناك طريقتان لارتداء الكيمون إما أن يقوم الشخص بنفسه بارتداءه، أو أن يساعده الآخرون بذلك وذلك لصعوبة عملية ارتداء الكيمون خاصة بالنسبة للكيمون النسائي، وتوجد مدارس خاصة في اليابان لتعليم طرق ارتداء الكيمون الصحيحة.

### اليمين أولاً
عند ارتداء الكيمون سواء النسائي أم الرجالي، يتم إدخال الأيدي في الأكمام أولاً ثم يغلق الطرف الأيمن للكيمون ويأتي فوقه الطرف الأيسر. أما عند إلباس الكيمون للأموات فيتم إغلاق الطرف الأيسر أولاً ثم الأيمن. هناك عدة تفاسير عن الأصل التاريخي لإغلاق الطرف الأيمن أولاً أشهرها أنه عند إغلاق الطرف الأيسر فوق الطرف الأيمن يصبح من السهل سحب السيف باليد اليمنى الذي يكون على الطرف الأيسر للجسم في حال مستخدمي اليد اليمنى، أما في حال الأموات فيعتقد أن العالم بعد الموت يكون على عكس الحياة (ببساطة بسبب أن الموت هو عكس الحياة) فيكون إغلاق الطرف الأيسر أولاً لكيمون الأموات.

### خطوات ارتداء الكيمون
- قبل ارتداء الكيمون يلبس لباس داخلي يسمى «جوبان» (襦袢) والتابي ثم يرتدى الكيمون ويربط فوقه الأوبي، يراعى عند ربط الأوبي أن يكون أقرب للصدر خاصة عند النساء الشابات، ويكون مكانه أقرب إلى البطن مع التقدم في العمر.[51]

## مون (紋)

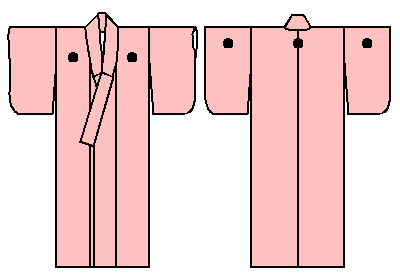
أمكنة شارات مون الخمسة، يكون ثلاثة منها في الخلف واثنتين في الأمام.

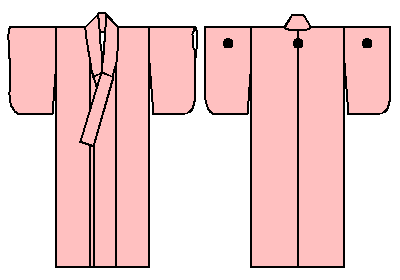
أمكنة شارات مون الثلاثة، تكون الشارات الثلاثة في الخلف.

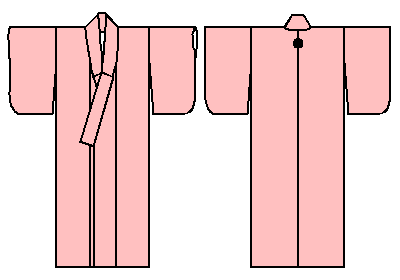
مكان شارة مون الواحدة في منتصف الخلف.

هي شارات توضع على الكيمون و، غالباً ما تكون هي شارات العائلة «كامون» ولكن قد تكون شارات أخرى. يكون قطر الشارة بين 2 سم إلى 4 سم وترسم الشارة بلون أبيض وسط دائرة على قماش الكيمون و. عادة توضع شارة واحدة أو ثلاث شارات أو خمس شارات وذلك حسب نوع الكيمون والهدف من استخدامه، ويكون الكيمون ذو الشارات الخمس هو أرقى الأنواع، ويكون مكان رسم الشارات تابعاً لعددها.

## طرق طي الكيمون
الطريقة الأكثر انتشارا في طي الكيمون هي طريقة تدعى «هون داتامي» (本だたみ) أو طريقة الطي الرئيسية، حيث تعرض في الكثير من كتب الكيمون وتشرح بالصور في الكثير من الأحيان. في بعض الحالات الخاصة والتي يود فيها تجنب الكسرات الحادة التي تنتجها طريقة الطي الرئيسية تستخدم طريقة أخرى تسمى «ياغي داتامي» (夜着畳み). كما أن هناك طرق طي أخرى تشبه طرق طي الملابس الغربية بحيث يتم الطي بشكل موازي للجهة الياقة وتكون أبسط من طرق الطي الرسمية.

## طريقة تنظيف الكيمون
في العادة بالنسبة للكيمون فإنه لا توجد طريقة محددة للتنظيف في المنازل. عادة ما يتم إرسال الكيمون ليتم تنظيفه في محل تنظيف الملابس من قبل مختصين، ولكن بما أن كلفة تنظيف الحرير الذي يصنع منه الكيمون عادة تكون مرتفعة، فقلما يتم إرسال الكيمون بكثرة إلى محال التنظيف. أما بالنسبة للكيمون المصنوع من القنب أو القطن فيكون بالإمكان غسله في المنازل. بشكل رسمي فإنه عند غسل الكيمون يجب فك خيوطه وفصله إلى قطع قماش وبعد الغسل يمد على لوح كبير لتجفيفه ومن ثم يعاد خياطته من جديد. ومن ميزة هذه الطريقة أنه عند إعادة خياطة الكيمون يكون بالإمكان إعادة إصلاح مقاساته التي قد تكون قد ضعفت مع الاستخدام الطويل له، إلا أن كلفة عملية التنظيف هذه مرتفعة جدا ولا تجري في العادة إلا في الحالات الخاصة.　

## ملحقات الكيمون التكميلية والاكسسوارات والملابس الأخرى ذات الصلة
- غيتا (下駄):

شبشب (صندل، خف) خشبي يلبسه الرجال والنساء مع اليوكاتا، هناك نوع مختلف قليلاً من الغيتا تلبسه فتيات الغيشا.
- هاكاما (袴):

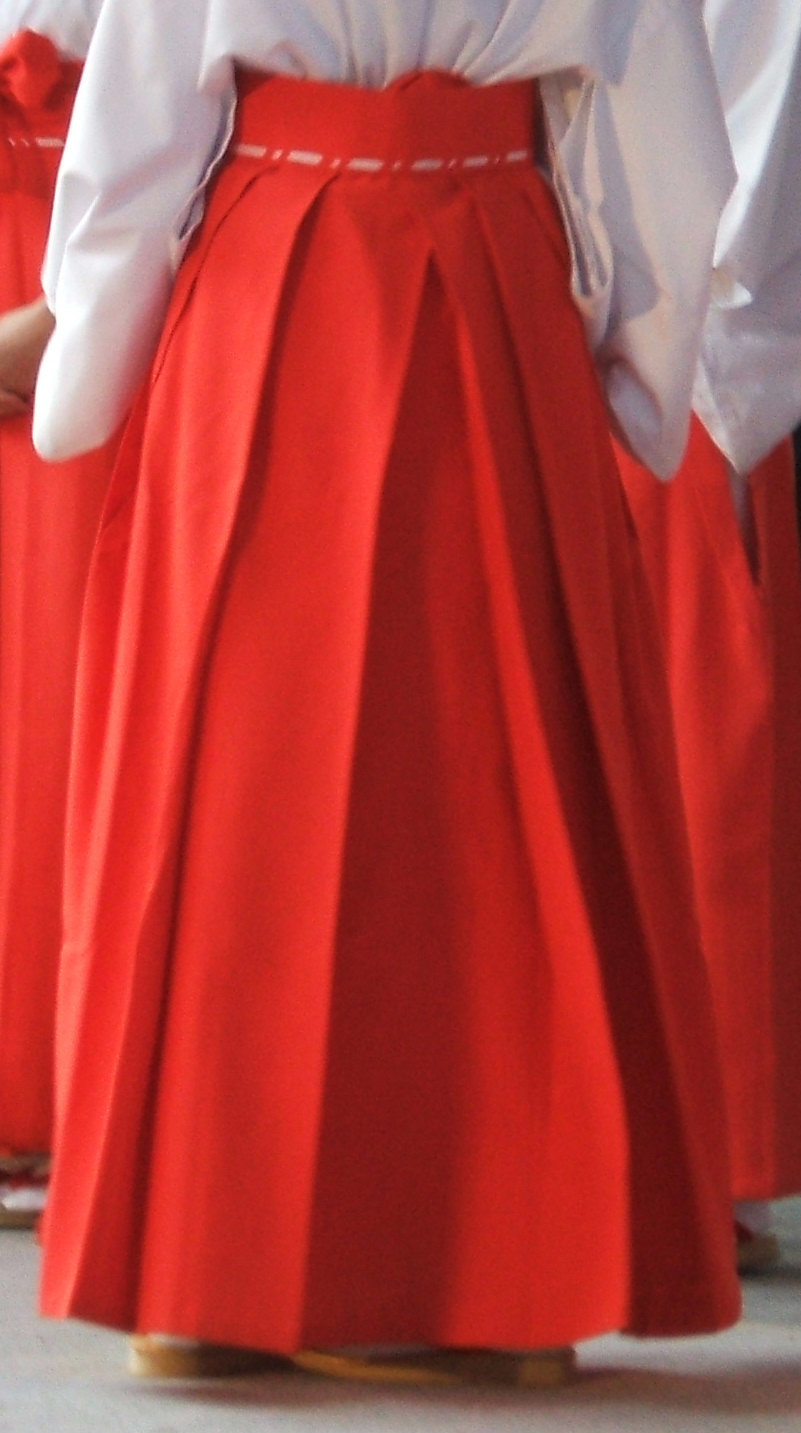
هاكاما أحمر اللون.

لباس شبيه بالتنورة قد يكون مجزأ أو غير مجزأ، وبذلك يكون أشبه ببنطال وسيع، وفي العادات والتقاليد السابقة كان الرجال فقط يلبسون الهاكاما أما الآن فإن النساء أيضاً يلبسنه، وكذلك يُلبَس الهاكاما في رياضات معينة مثل الأيكيدو (合気道)، والهاكاما النموذجي له طيات، وجزء مبطَّن في أسفل ظهر اللابس قرب الخاصرة ويسمى «كوشيتا» (腰板)، وهيمو (紐) وهو خيط طويل من القماش يربط حول الخصر وحول الأوبي، والهاكاما يُلبَس عند ممارسة عدة فنون قتالية يابانية تقليدية (بودو 武道) مثل: الأيكيدو (合気道)، الكيندو (剣道)،الإيايدو (いあいどう)،الناغيناتا (長刀)، والكيودو (弓道). ويمكن أن يتدرج نوع الهاكاما من الرسمي جداً إلى الهاكاما الخاص بالزيارات، يعتمد ذلك على التصميم والنقوش، وبينما لوازم الكيمون الرسمي جداً الخاص بالمرأة لا يحتوي على الهاكاما، نجد أنه من العادة أن يكون من لوازم الكيمون الرسمي للرجل الهاكاما.
- هاوري (羽織):

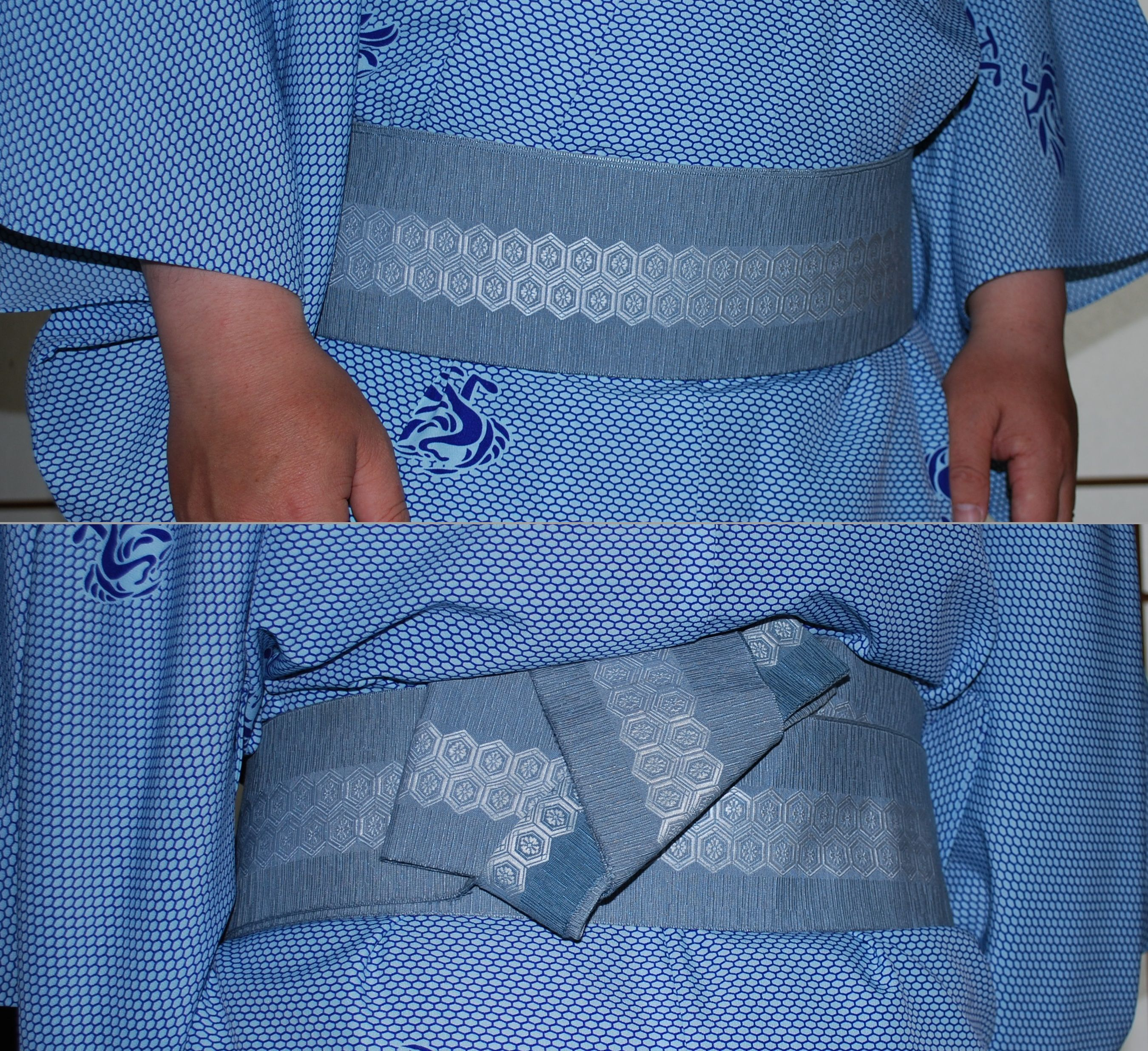
كاكو أوبي.

جاكيت قصير يُلبَس فوق الكيمون ويضيف عليه الرسمية، والهاوري في الأساس كان للرجال فقط، إلى أن تغيرت الموضة في نهاية فترة ميجي، والآن أصبح كل من النساء والرجال يلبسون الهاوري، ولو أن الجاكيتات الخاصة بكيمون النساء تكون أطول قليلاً.
- هاوري هيمو (羽織紐):

خيط منسوج لتثبيت الهاوري، اللون الأكثر رسمية هو الأبيض.
- أوبي (帯):

هو النطاق أو الحزام العريض الذي يربط الشخص به منتصف جسده في الكيمون واليوكاتا، والأوبي عموماً يُلبَس بأشكال مختلفة اعتماداً على المناسبة، وعادةً ما يكون الأوبي الخاص بالمرأة أكثر تعقيداً.
- تابي (足袋):

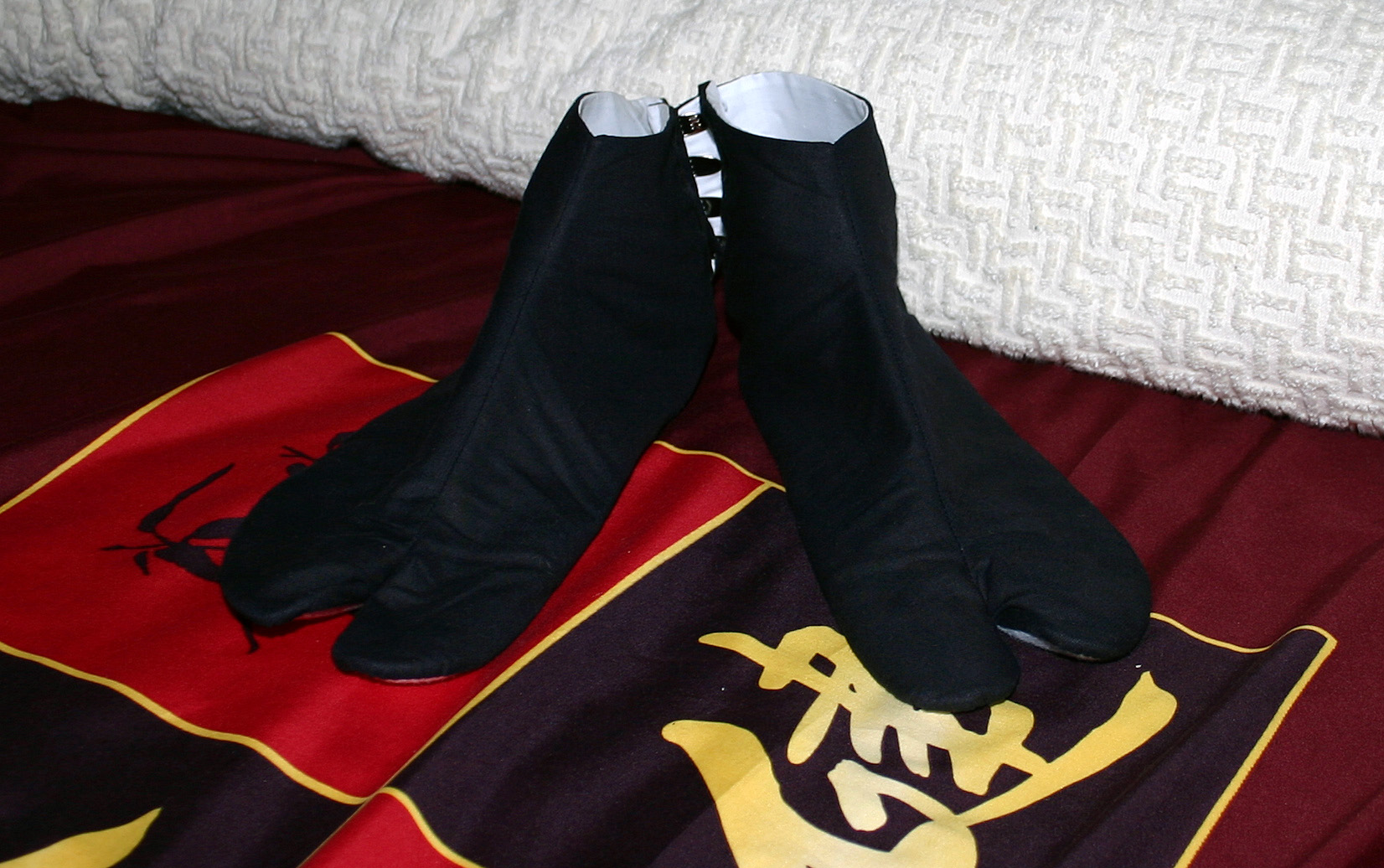
زوج من التابي أسود اللون.

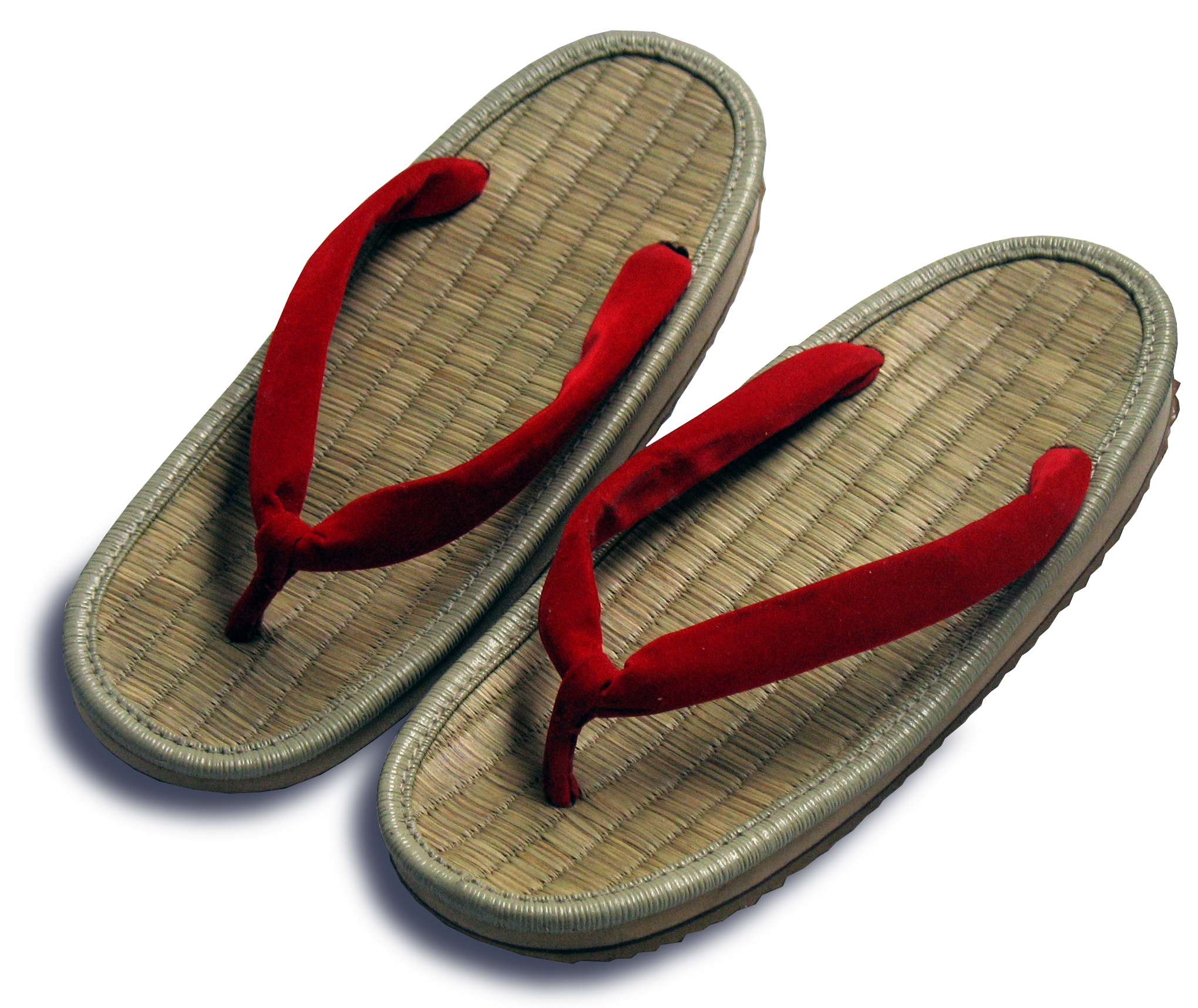
زوري نسائي من القش.

نوع من الجوارب له أصبع لإبهام القدم، يُلبَس عادةً مع الشبشب أو الخف.
- واراجي (草鞋):

شبشب أو خف مصنوع من حبال القش، غالباً ما يلبسه الرهبان.
- زوري (草履):

شبشب أو خف من القماش أو الجلد أو من الحشائش المنسوجة، الزوري يمكن تزيينه بالغرز المعقد أو بدون تزيين على الإطلاق، ويلبسه الرجال والنساء على حد سواء، والزوري المصنوع من نسيج الحشائش مع سير أبيض اللون هو الأكثر رسمية لدى الرجال.
- كانزاشي (簪):

حلية للشعر توضع مع تسريحة الشعر الخاصة والتي تصاحب الكيمون و، ويمكن لهذه الحلي أن تكون زهوراً أو أمشاطا خشبية صغيرة، أو دبابيس للشعر.

## كلفة الكيمون
من الممكن أن يصل ثمن الكيمون إلى مبالغ مرتفعة جداً. فمن الممكن للكيمون النسائي الفاخر أن يتجاوز بسهولة مبلغ 10.000 دولار أمريكي. وقد تصل كلفة الكيمون مع توابعه من أوبي، أربطة، جوارب، وغيرها إلى مبلغ قد يتجاوز 20.000 دولار أمريكي.
هناك أيضاً بعض الشركات التي تشتري الكيمون المستعمل وتعيد تأهيله وبيعه ككيمون مستعمل بمبالغ زهيدة. وقد يصل ثمن الكيمون المستعمل إلى 500 دولار أمريكي. ولكن يبقى أغلى جزء في الكيمون هو الأوبي (النطاق) الذي يتجاوز ثمنه في المتوسط مبلغ 1500 دولار أمريكي، وحتى الأوبي المستعمل قد تصل تكلفته إلى عدة مئات من الدولارات.

## التخلص من الكيمون
الكيمون لا يتبدد أو يذهب سدىً أبداً. إن لم يعد من حاجة للكيمون بسبب عدم استخدامه لفترة طويلة فغالبا ما يعاد بيعه إلى محلات خاصة تقوم بإعادة تأهيله وبيعه كمستعمل أو تأجيره. أما الكيمون الغير صالح لإعادة الاستخدام فغالبا ما يتم إعادة تصنيعه بأساليب عدة، منها إعادة تصنيعه إلى هاوري وهو جاكيت قصير يلبس فوق الكيمون و، وأسلوب آخر وهو إعادة تصنيعه إلى كيمون للأطفال، وكذلك قماش الكيمون القديم يمكن الاستفادة منه في ترقيع كيمون له نفس القماش. الأجزاء الكبيرة من القماش يصنعون منها بعض الملحقات التكميلية للكيمون كحقائب اليد النسائية، بينما الأجزاء الصغيرة يصنعون منها أغطية وأكياس صغيرة.

## وصلات خارجية
- Kimono
- متحف طوكيو الوطني (ابحث عن «المنسوجات textiles» تحت بند «الفنون الزخرفية decorative arts»)
- متحف كيوتو الوطني: المنسوجات textiles نسخة محفوظة 7 نوفمبر 2007 على موقع واي باك مشين.
- costume history in Japan، متحف الأزياء: تاريخ الأزياء في اليابان.
- موسوعة الكيمون و: تحتوي على صور كثيرة
- قائمة الكيمون و